# Bundesautobahn 2
Die Bundesautobahn 2 (Abkürzung: BAB 2) – Kurzform: Autobahn 2 (Abkürzung: A 2) – ist eine deutsche Bundesautobahn. Sie verläuft vom Ruhrgebiet mit Beginn in Oberhausen über Dortmund, Bielefeld, Hannover, Braunschweig und Magdeburg zum Dreieck Werder, in dem sie in den Berliner Ring einmündet. Die Kilometrierung beginnt im Gegensatz zur Verlaufsbeschreibung und der Nummerierung der Anschlussstellen am Dreieck Werder und endet am Kreuz Oberhausen.
Gebaut zur Zeit des Nationalsozialismus als Hauptstrecke im Reichsautobahnnetz, spielte die Autobahn nach der Teilung Deutschlands als kürzeste von drei Verbindungen eine zentrale Rolle im Transitverkehr von und nach West-Berlin. Nach dem Fall des Eisernen Vorhangs und der Wiedervereinigung Deutschlands wandelte sich die Strecke zur wichtigsten Ost-West-Verkehrsachse in Deutschland und stellt seitdem eine Verbindung zwischen den niederländischen und belgischen Nordseehäfen und den osteuropäischen Ländern dar. Infolge des stark angestiegenen Verkehrsaufkommens wurde der größte Teil der Strecke von Grund auf modernisiert und durchgehend sechsstreifig ausgebaut.

## Verlauf
Die Bundesautobahn 2 beginnt am Kreuz Oberhausen, wo sie die Fortsetzung der aus Richtung Köln kommenden, sechsstreifigen Fahrbahn der BAB 3 bildet. Die Weiterführung der BAB 3 in Richtung Niederlande zweigt am Kreuz nach Nordwesten ab, einen weiteren Ast bildet die nach Oberhausen hinein führende BAB 516. Einige Kilometer nach dem Streckenbeginn mündet am Autobahndreieck Bottrop die von Norden her kommende BAB 31 in die BAB 2, danach geht es nördlich an Bottrop und südlich an Gladbeck vorbei quer durch das dicht besiedelte nördliche Ruhrgebiet. Im Stadtgebiet von Gelsenkirchen führt sie unmittelbar an der Veltins-Arena vorbei und durch eine Lärmschutzeinhausung. An der markanten Halde Hoheward kreuzt sie im Kreuz Recklinghausen die BAB 43.
An der Stadt Recklinghausen geht es südlich vorbei, danach wird bei Henrichenburg der Rhein-Herne-Kanal überquert. Es folgt das Kreuz Dortmund-Nordwest, das den Beginn der BAB 45 (Sauerlandlinie) markiert. Ab hier bildet die BAB 2 den nördlichen Teil des Dortmunder Autobahnrings. Im Stadtteil Mengede wird der Dortmund-Ems-Kanal überquert, danach wird über eine höhenfreie Anschlussstelle die autobahnähnliche B 236 in die Dortmunder Innenstadt angebunden. Am Kamener Kreuz mit der BAB 1 endet der Abschnitt als Dortmunder Autobahnring, die BAB 2 verlässt das dicht besiedelte Gebiet um Dortmund und die Umgebung wird ländlicher.

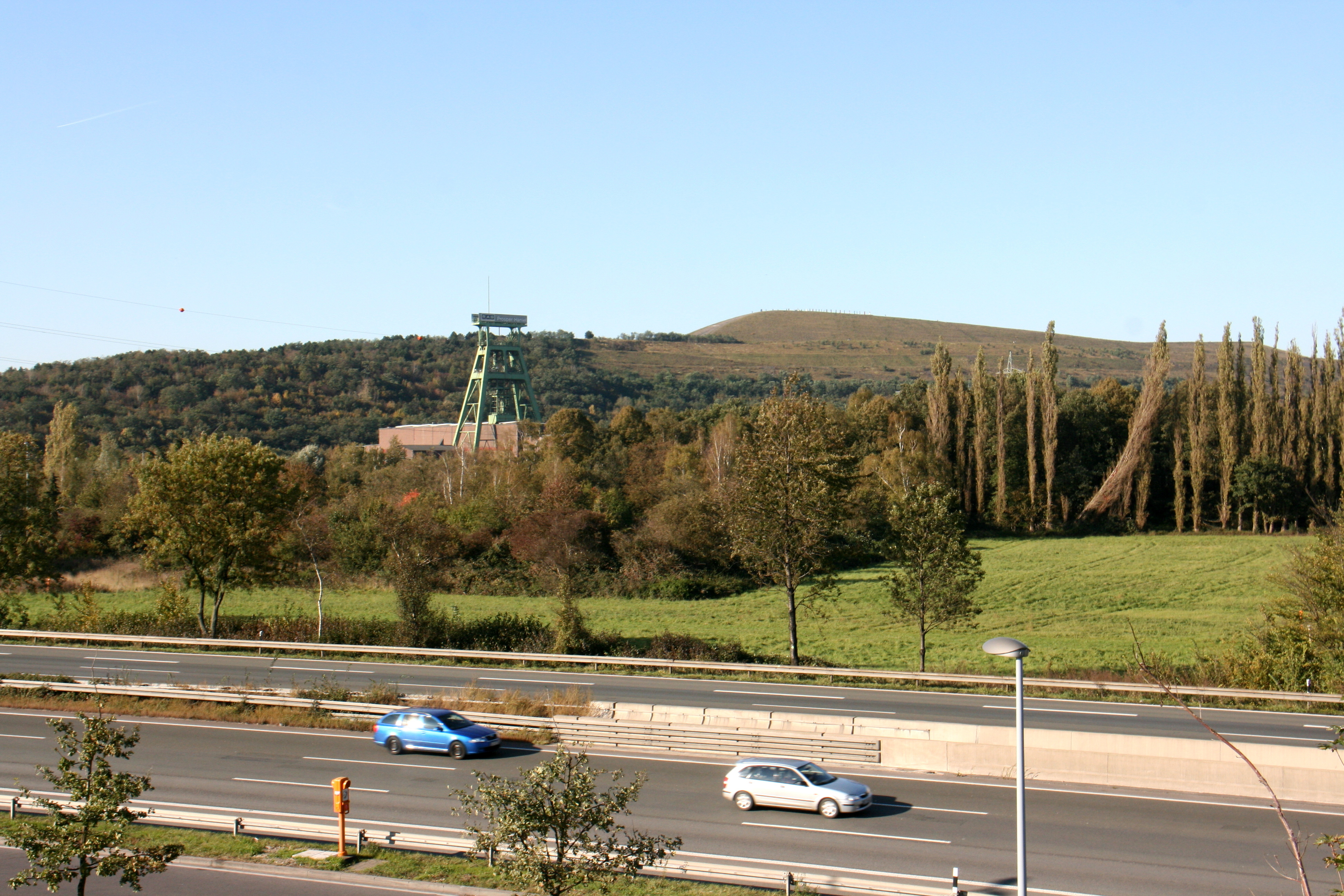
Kurz nach dem Autobahnbeginn in Bottrop
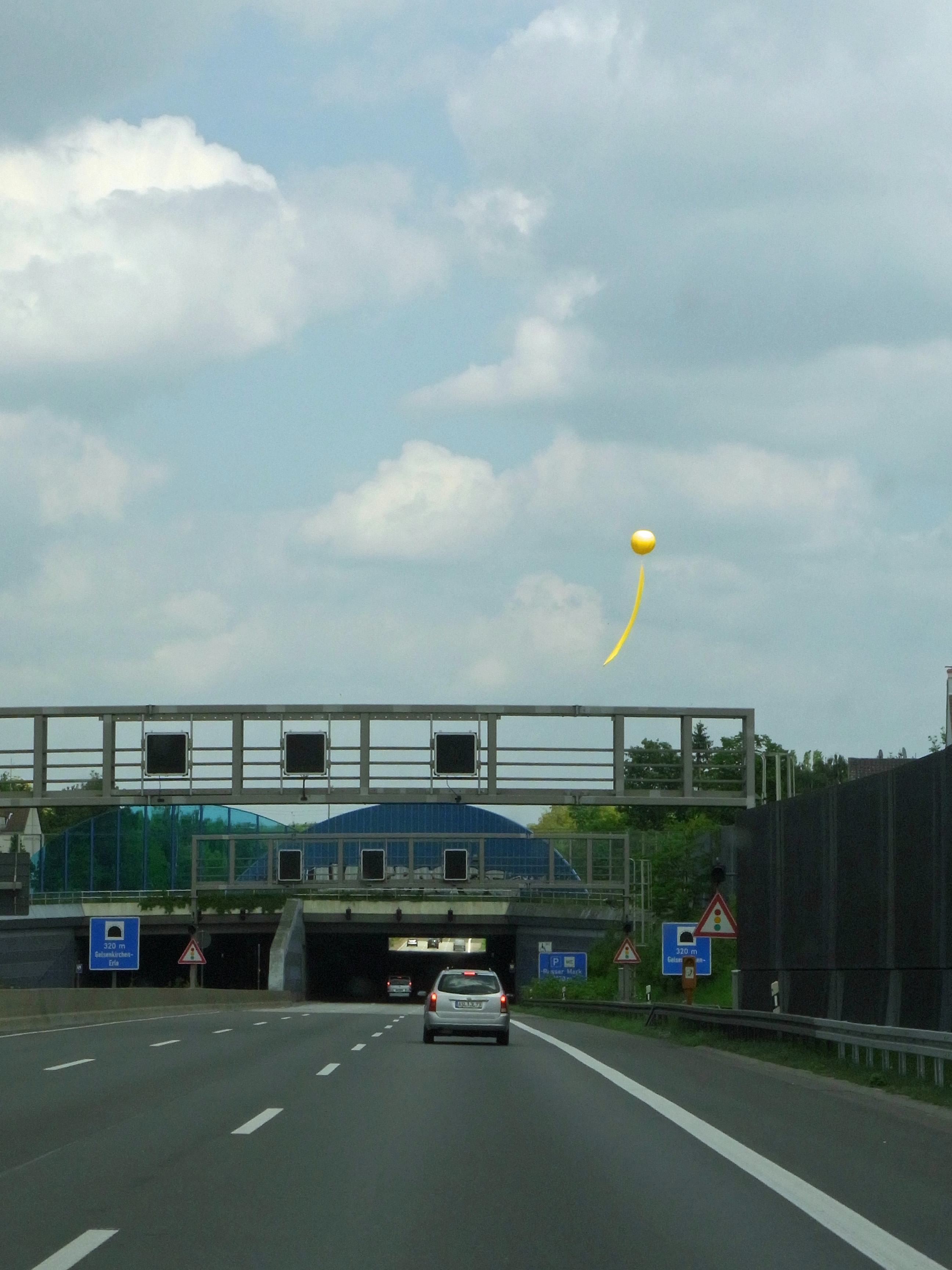
Lärmschutz-Einhausung in Gelsenkirchen-Erle
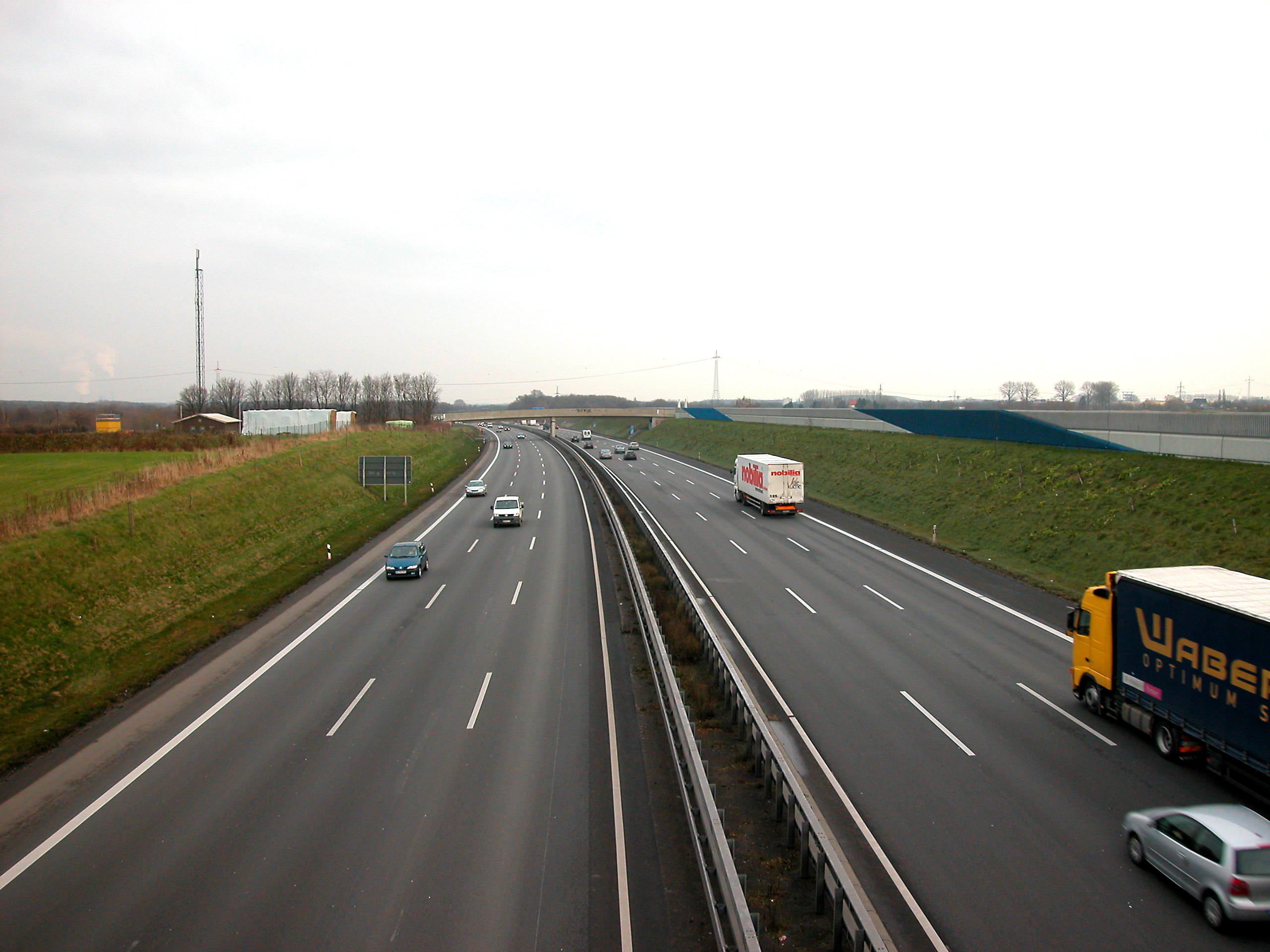
Bei Dortmund

In größerer Entfernung zur Stadt geht es südlich und östlich an Hamm vorbei. Der Verlauf der Autobahn wechselt von östlicher in nordöstliche Richtung. Im Stadtteil Uentrop wird der Datteln-Hamm-Kanal überquert, der wenige hundert Meter östlich der Autobahn am Kraftwerk Westfalen endet, sowie die Lippe. Bei Beckum dreht der Streckenverlauf wieder von nordöstliche in östliche Richtung und eine kurze hügelige Strecke durch den nördlichen Bereich der Beckumer Berge, einem sich aus dem flachen Münsterland erhebenden Höhenzug, folgt. An Rheda-Wiedenbrück und Gütersloh vorbei, ist Ostwestfalen erreicht. Nach der Kreuzung mit der BAB 33 am Kreuz Bielefeld schließt sich die auch als Bielefelder Berg bekannte Überquerung des Teutoburger Walds an. Auf der Nordostseite des schmalen, langgestreckten Höhenzugs folgt die Anbindung der Bielefelder Innenstadt. Die nun wieder nach Nordosten führende Strecke erreicht bei Herford das Werretal, aus dem sie auf die Höhen des westlichen Lipper Berglands aufsteigt. Nach einem relativ kurvenreichen Mittelgebirgsabschnitt wird bei Bad Oeynhausen das Tal der Weser erreicht. Dort endet am gleichnamigen Autobahnkreuz die BAB 30.

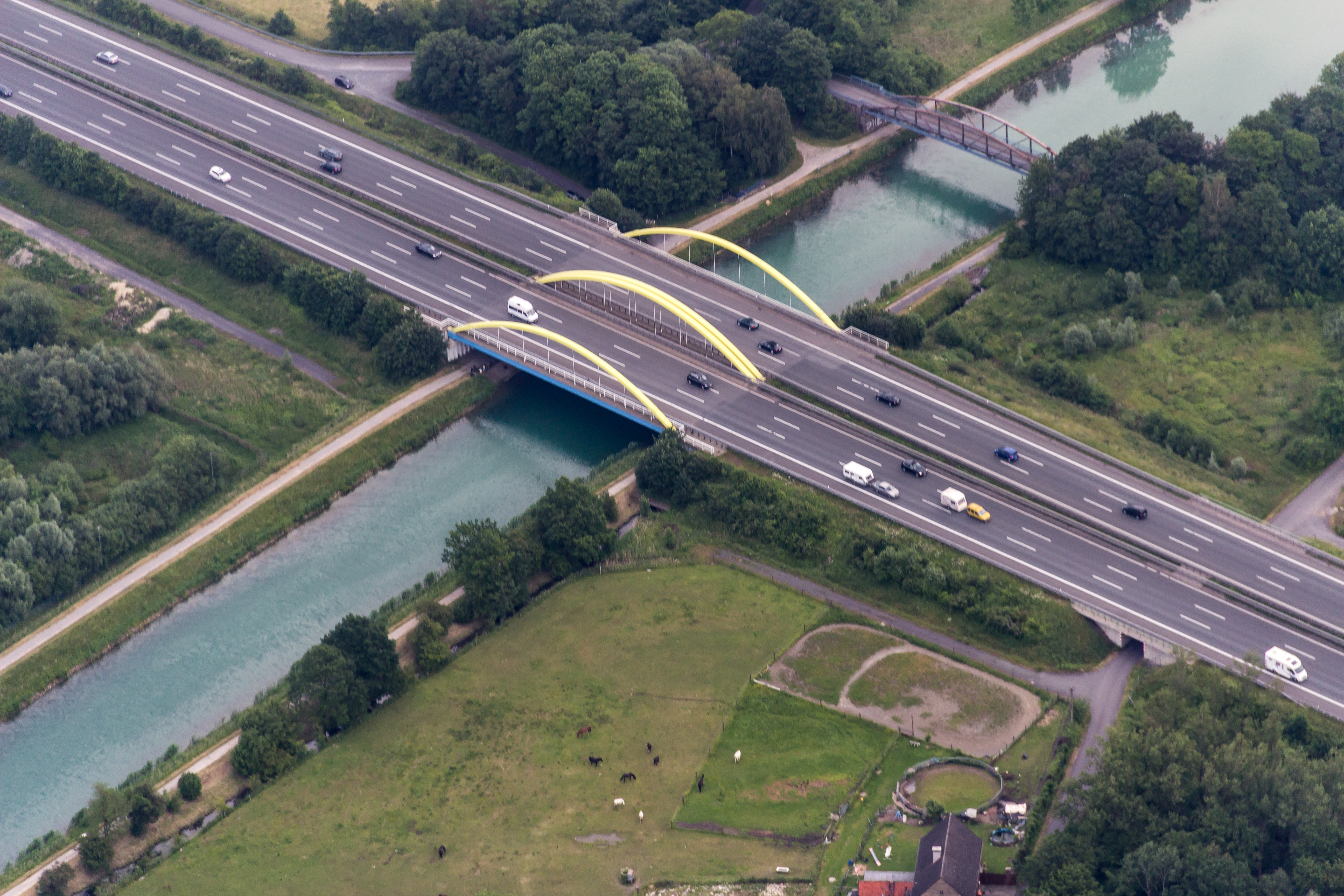
Brücke über den Datteln-Hamm-Kanal in Hamm-Uentrop
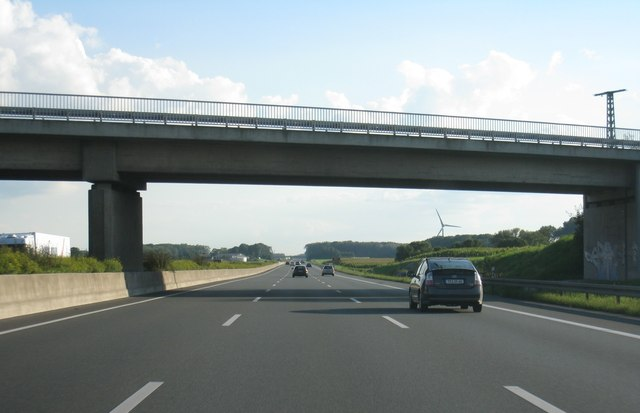
Im Münsterland bei Beckum
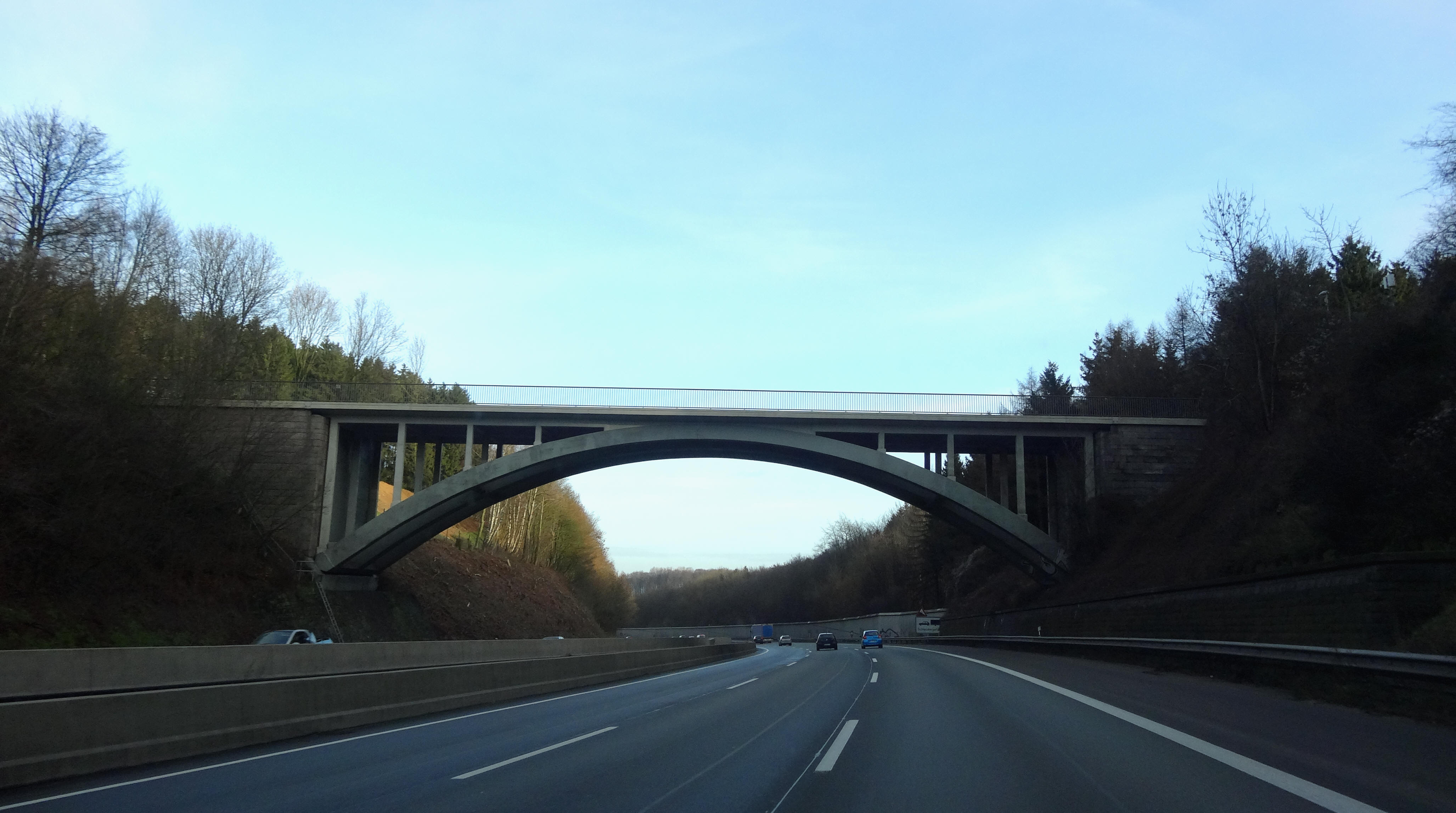
Querung des Teutoburger Waldes bei Bielefeld
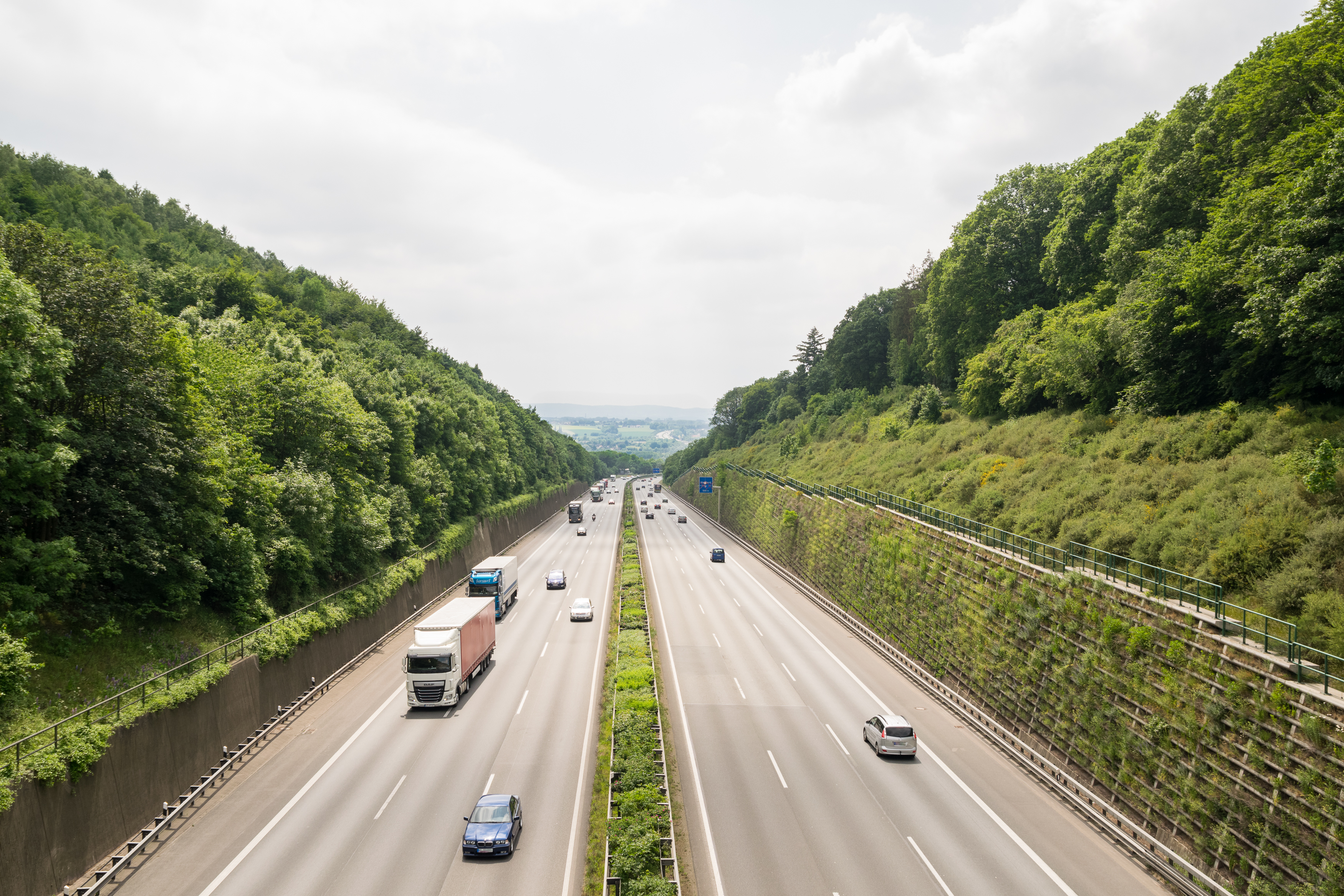
Gebirgiger Abschnitt bei Herford
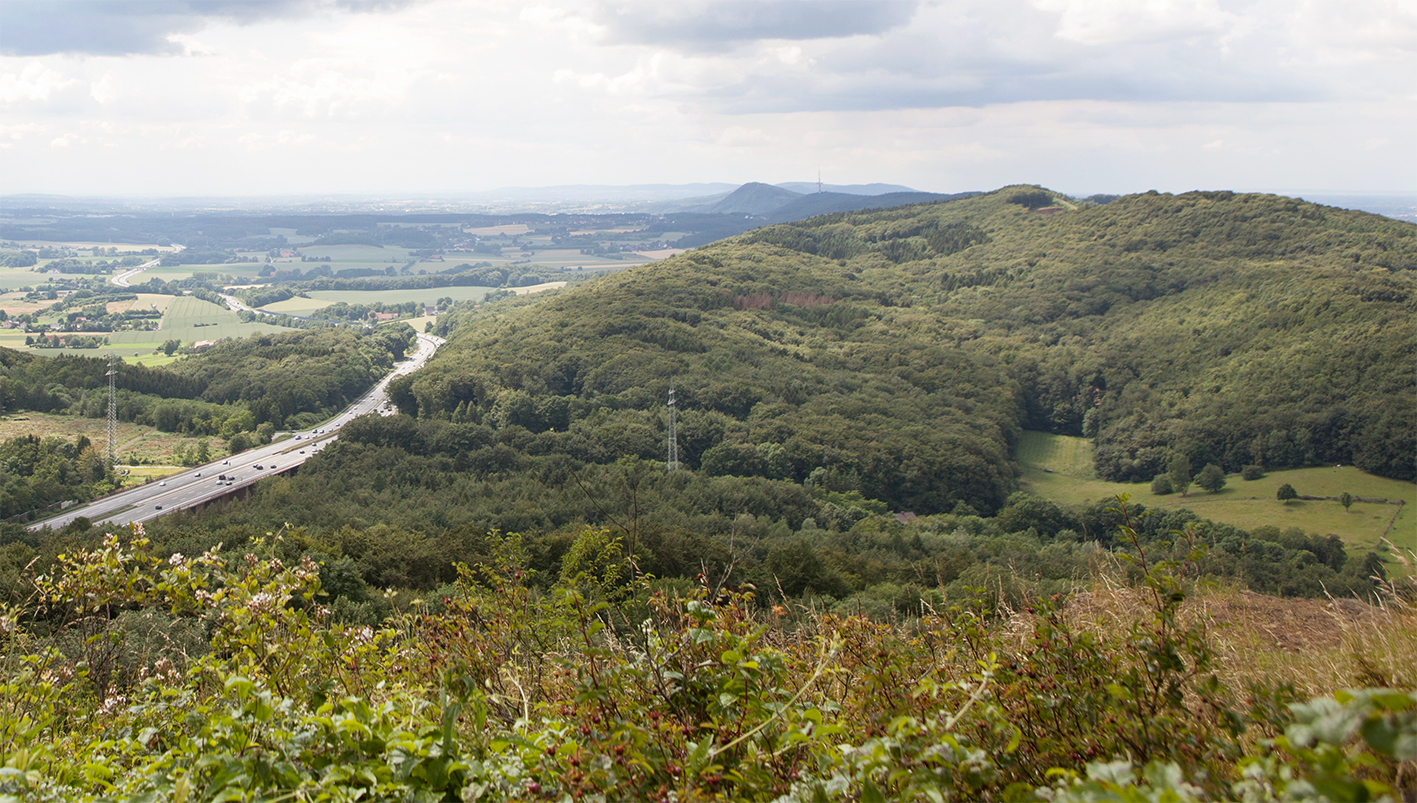
Trassenführung am Wesergebirge

Die BAB 2 überquert BAB 30, das westliche Vorland der Weser und den Fluss selbst auf jeweils zwei Brückenbauwerken, die etliche Meter auseinander liegen. Nachdem sich die Fahrbahnen am östlichen Ufer wieder vereinigt haben, wird die Bundesstraße 482 angebunden, die nach Porta Westfalica am gleichnamigen Weserdurchbruch sowie nach Minden führt. Nach einigen Kilometern, in denen die Autobahn wieder nach Osten führt, beginnt die Querung des Wesergebirges. Kurz vor Erreichen der Passhöhe am Papenbrink wird die Landesgrenze von Nordrhein-Westfalen nach Niedersachsen gequert. Bis kurz hinter Rehren geht es am nördlichen Hang des Höhenzug am Tal der Bückeburger Aue entlang, ehe die Strecke wieder nach Nordosten dreht und bei Bad Nenndorf der Deister an seinem westlichen Ende tangiert wird. Anschließend ist die Norddeutsche Tiefebene erreicht und die Autobahn führt geradewegs auf die westlichen Vororte von Hannover zu.
Bei Wunstorf werden der Mittellandkanal und die Leine überquert, danach geht es wieder nach Osten an Garbsen vorbei, ehe das Stadtgebiet der niedersächsischen Landeshauptstadt im Bereich des Nordhafens erreicht ist. Dort zweigt die BAB 352, die eine Eckverbindung zur BAB 7 bildet, ab, die auch den Flughafen Hannover anbindet. Nach Querung des nördlichen Stadtgebiets von Hannover folgen im Altwarmbüchener Moor zwei Autobahnkreuze kurz hintereinander: am Kreuz Hannover-Buchholz kreuzt die BAB 37 und am Kreuz Hannover-Ost die BAB 7. Östlich des Waldgebiets geht es an Lehrte vorbei, der Durchquerung des Hämeler Walds folgt Peine. Kurz bevor Braunschweig erreicht ist, wird zum zweiten Mal der Mittellandkanal überquert. Am Kreuz Braunschweig-Nord ist die BAB 391 angebunden, kurz dahinter folgt der unmittelbar nördlich der Autobahn gelegene Flughafen Braunschweig-Wolfsburg. Östlich von Braunschweig wird die Landschaft waldreicher und dünner besiedelt, am Kreuz Wolfsburg/Königslutter kreuzt die BAB 39. Danach geht es durch einige Waldgebiete in südöstliche Richtung bis Helmstedt, das nordöstlich umgangen wird.

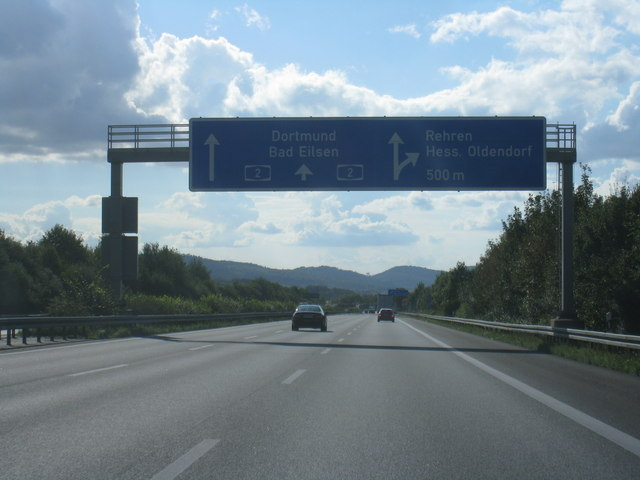
Zwischen Bad Oeynhausen und Hannover
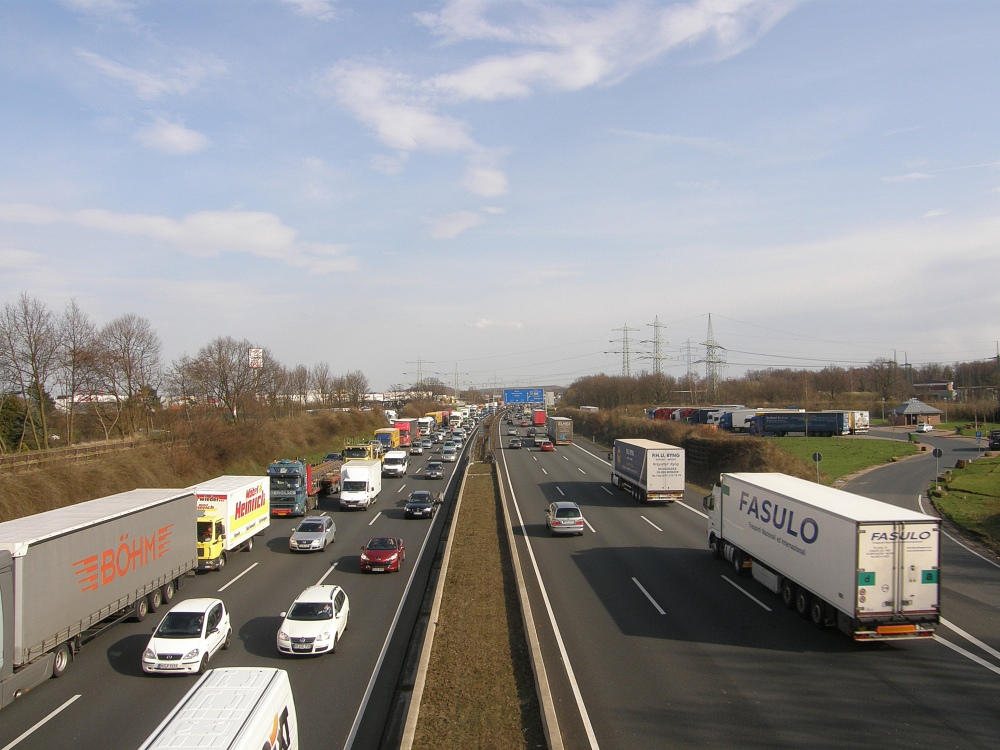
Dicht befahrene Strecke bei Hannover
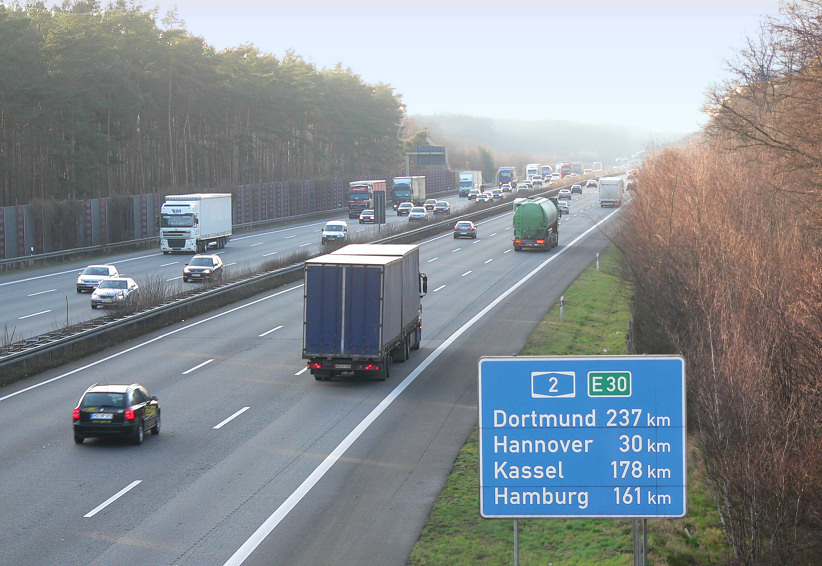
Im Hämeler Wald zwischen Hannover und Braunschweig

Im Lappwald östlich der Stadt wird die Landesgrenze von Niedersachsen nach Sachsen-Anhalt gequert. Zur Zeit der Deutschen Teilung befand sich hier der wichtigste Grenzübergang zwischen beiden deutschen Staaten, der auch den Beginn der wichtigsten Transitstrecke nach West-Berlin bildete. Einige der alten Abfertigungsanlagen sind bis heute erhalten oder wurden in eine Autobahnraststätte umgewandelt. Nach Verlassen des Lappwalds dreht die Autobahn wieder in östliche Richtung, überquert die Aller und erreicht die nahezu waldfreie und stark landwirtschaftlich geprägte Magdeburger Börde. Bei Irxleben steigt die Autobahn zur Elbe hin ab und es eröffnet sich ein Panoramablick auf Magdeburg. Am Kreuz Magdeburg kreuzt die BAB 14, danach geht es durch die nördlichen Stadtteile der sachsen-anhaltischen Landeshauptstadt. Kurz hintereinander werden der Rothenseer Verbindungskanal und die Elbe überquert, deren sich unmittelbar nördlich das Wasserstraßenkreuz Magdeburg anschließt. Östlich der Elbe ist die Landschaft von weitläufigen Waldgebieten geprägt, die Autobahn führt mit zahlreichen schnurgeraden Abschnitten an Burg vorbei, ehe bei Ziesar die Landesgrenze von Sachsen-Anhalt zu Brandenburg erreicht ist.
Auf Brandenburger Seite geht es am nordwestlichen Rand des Flämings entlang, danach wird in nordöstlicher Richtung das Baruther Urstromtal durchquert. Wieder nach Osten führend, an Brandenburg an der Havel vorbei, folgt ein Verlauf durch weitere Waldgebiete, ehe am Dreieck Werder die BAB 2 in den Berliner Ring (BAB 10) mündet. Die Hauptfahrbahn der BAB 2 führt dabei weiter auf den südlichen Ring, während die Fahrbahn des westlichen Rings dort einmündet.

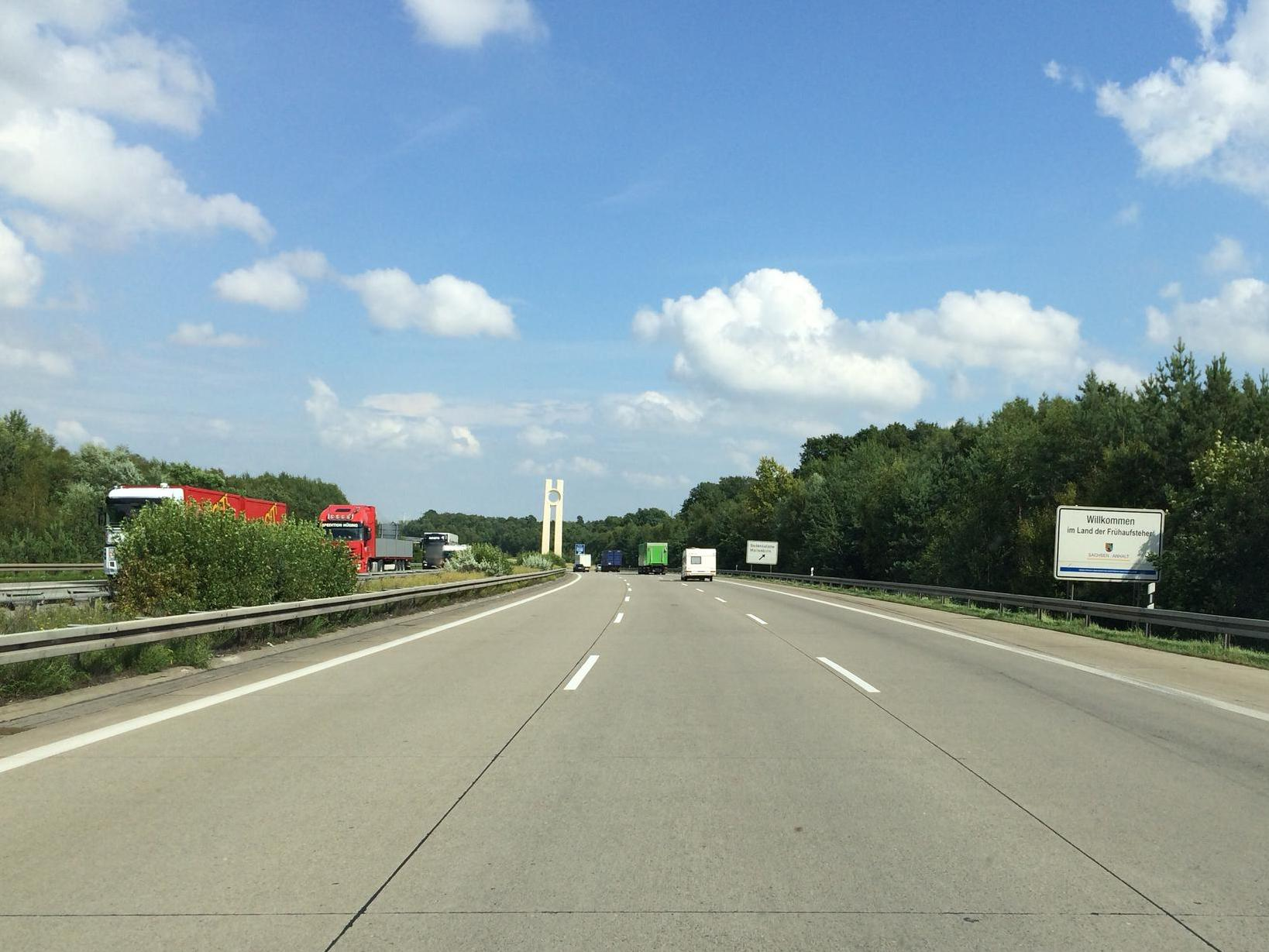
Landesgrenze Niedersachsen/Sachsen-Anhalt und ehemalige innerdeutsche Grenze bei Marienborn
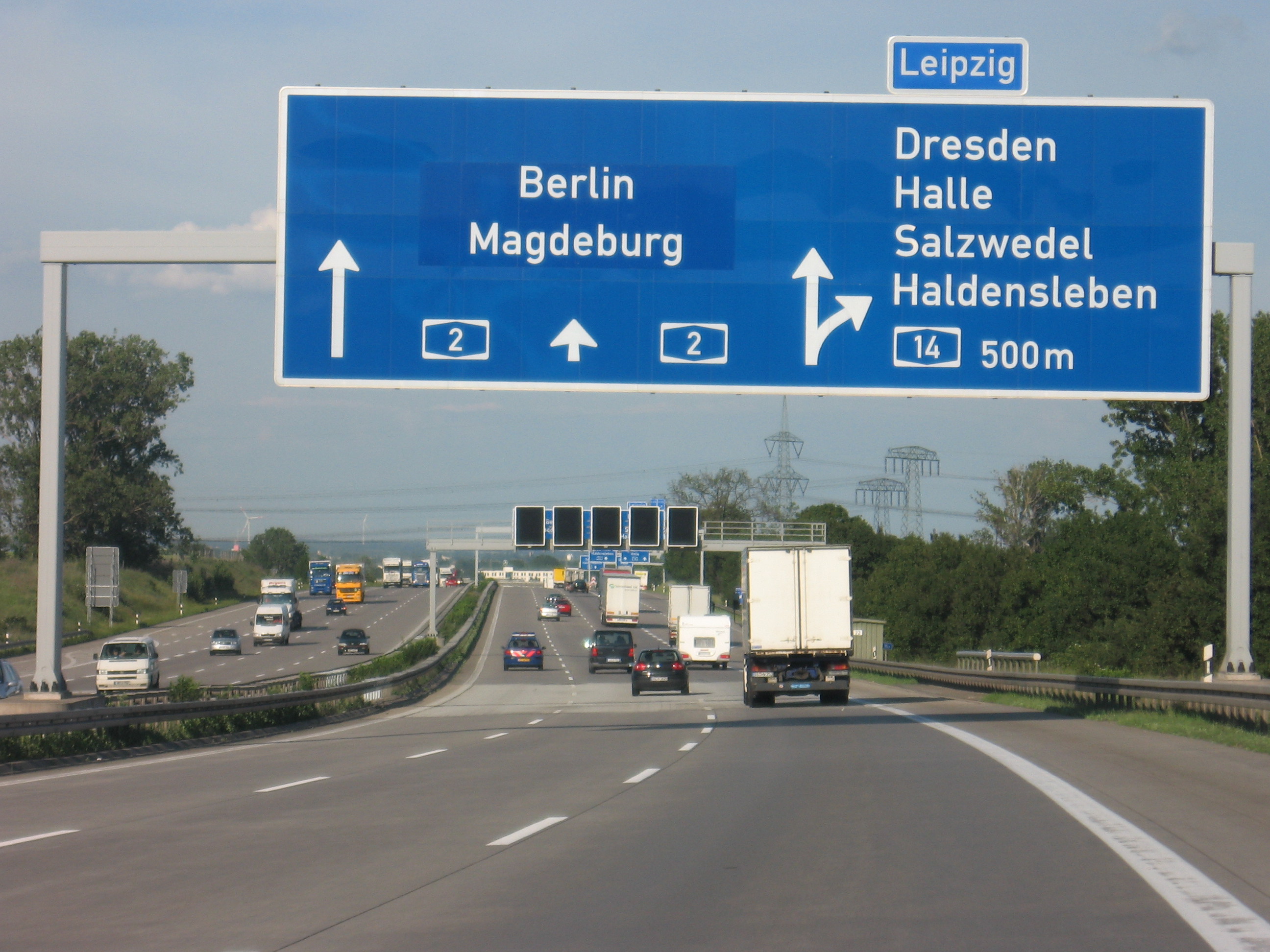
Am Kreuz Magdeburg
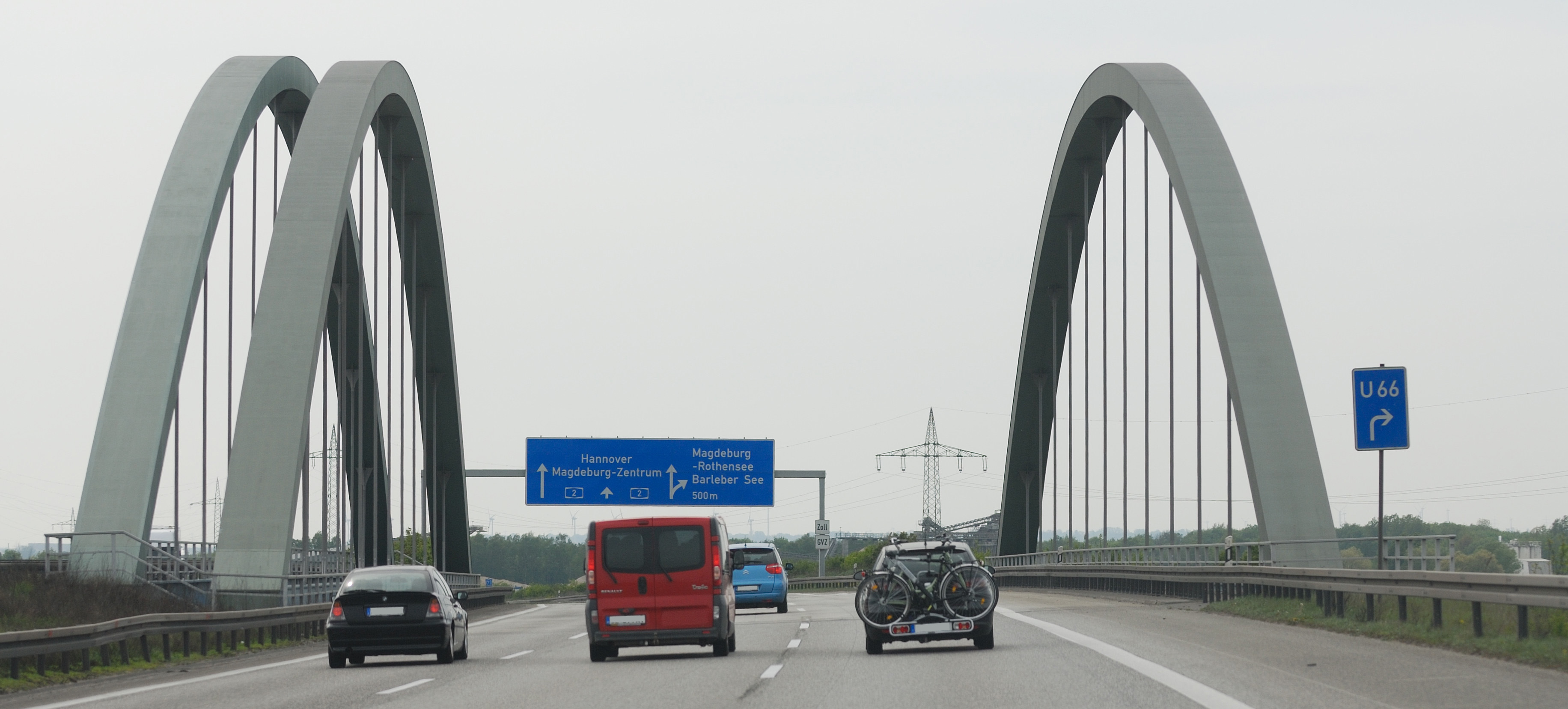
Querung des Rothenseer Verbindungskanals bei Magdeburg
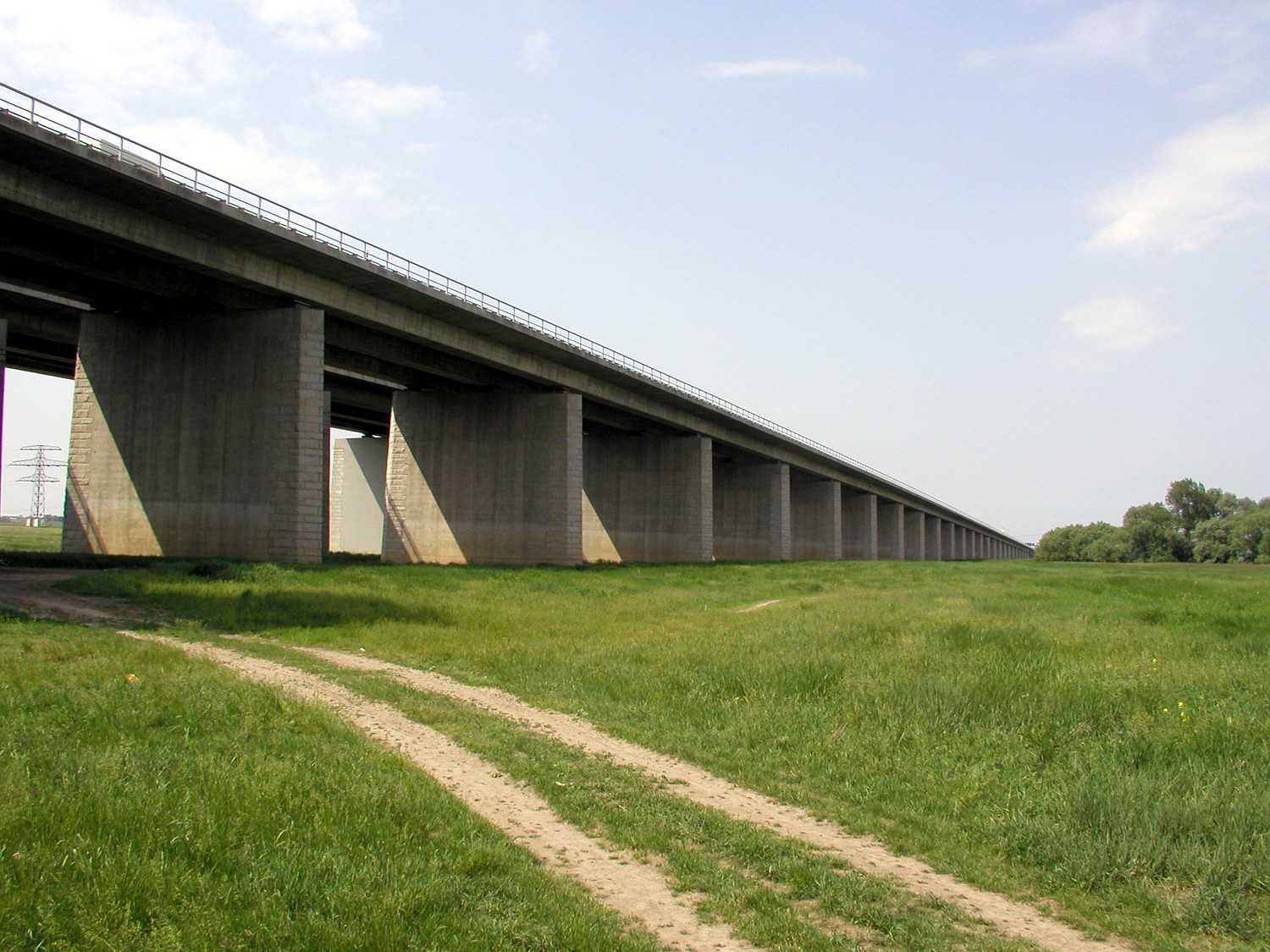
Elbebrücke bei Hohenwarthe

## Abschnitte als Europastraße
Zwischen dem Autobahnbeginn und dem Kreuz Bad Oeynhausen ist die BAB 2 Teilstück der E 34 (Knokke-Heist–Bad Oeynhausen), von dort bis zum Autobahnende am Dreieck Werder Teil der E 30 (Cork–Omsk).

## Geschichte
Als Ost-West-Verbindung zwischen dem Ruhrgebiet als wirtschaftlich bedeutendstem Ballungsraum in Deutschland (Bergbau, Schwerindustrie, Häfen) und der Hauptstadt Berlin war der Bau dieser Autobahnverbindung von besonderem Interesse. Schon in den 1930er Jahren wurde die Strecke daher unter den Nationalsozialisten gebaut. Nach dem Zweiten Weltkrieg bildete sie die wichtigste Verbindung zwischen Westdeutschland und West-Berlin, heute zählt sie zu den wichtigsten europäischen Fernstraßenverbindungen.

### Erste Planungen
Die ersten Pläne für Straßen, die ausschließlich dem motorisierten Individualverkehr vorbehalten sein sollten, kamen mit der fortschreitenden Motorisierung in den 1920er Jahren auf. Der Ende 1926 gegründete Verein HaFraBa e. V. (Verein zum Bau einer Straße für den Kraftwagen-Schnellverkehr von Hamburg über Frankfurt a. M. nach Basel) entwarf unter Robert Otzen zunächst eine Fernstraße von Hamburg über Frankfurt am Main an die Schweizer Grenze nach Basel. Später waren eine nördliche Fortsetzung nach Lübeck und ein Abzweig nach Bremen und eine Verlängerung durch die Schweiz bis nach Norditalien geplant. Schon 1927 entwarf der Verein ein gesamtdeutsches Fernstraßennetz. Bis Anfang der 1930er Jahre entstanden dann zahlreiche Fernstraßenpläne. Ab 1929 wurde statt der vorher üblichen Bezeichnung Nur-Autostraße der von Otzen geprägte Begriff Autobahn verwendet.
Schon die 1927 vorgestellten Pläne des Vereins enthielten Verbindungen vom Ruhrgebiet nach Hannover und von dort über Braunschweig und Magdeburg nach Berlin. Zu Zeiten der Weimarer Republik kam es jedoch nicht zur politischen Unterstützung dieser Pläne, zumal der motorisierte Individualverkehr zahlenmäßig noch sehr gering war. Die erste in Deutschland gebaute Autobahn war 1932 die Strecke Köln–Bonn, die vom damaligen Kölner Oberbürgermeister Konrad Adenauer freigegeben wurde. Im Unterschied zu den HaFraBa-Planungen handelte es sich hierbei um ein vom rheinischen Provinziallandtag initiiertes Projekt.
Obwohl die NSDAP den HaFraBa-Plänen ablehnend gegenüberstand und sie als „Luxusstraßen für Reiche“ verunglimpfte, war eines ihrer ersten Vorhaben nach der Machtergreifung im Januar 1933 der Bau ebenjener Straßen. Vorrangig wurde begründet, durch den Autobahnbau Arbeitsplätze zu schaffen – in den Krisenjahren der Weimarer Republik war die Arbeitslosenquote im Zuge der Weltwirtschaftskrise auf Rekordniveau gestiegen.
Als Grundlage für die später ausgeführten Autobahnprojekte dienten die HaFraBa-Pläne. Trotzdem wurde propagandistisch verkündet, dass die Nationalsozialisten unter Adolf Hitler die eigentlichen „Erfinder“ der Autobahn seien. Um dies zu untermauern, wurde der Vereinsname in GEZUVOR (Gesellschaft zur Vorbereitung der Reichsautobahnen e. V.) geändert und die Strecke Köln–Bonn zur Landesstraße herabgestuft.

### Bau der Reichsautobahn
Die Planung der Reichsautobahn Ruhrgebiet–Berlin wurde zwischen September 1933 und Dezember 1934 in den Abschnitten Oberhausen–Kamen (Strecke 1), Kamen–Hannover (Strecke 2), Hannover–Magdeburg (Strecke 3) und Magdeburg–Berlin (Strecke 4) durch die Bauabteilungen in Essen (Oberhausen–Bielefeld), Hannover (Bielefeld–Braunschweig) und Magdeburg (Braunschweig–Berliner Ring) der Obersten Bauleitung der Reichsautobahnen ausgeführt. Der Trassenverlauf war an mehreren Stellen durch Umwelteinflüsse beeinflusst worden. So wählte man eine Trasse im nördlichen Bereich des Ruhrgebietes, da der Steinkohlenbergbau zu dieser Zeit nach Norden wanderte und man eine Führung durch Bergsenkungsgebiete vermeiden konnte. Die Fortsetzung der Autobahn nach Köln (heutige BAB 3) führt daher bei Oberhausen in einem relativ kleinen Radius von Ost-West- in Nord-Süd-Richtung.
In Ostwestfalen folgte die Trasse den Siedlungsschwerpunkten in einem Verdichtungsraum von Gütersloh/Bielefeld entlang über Herford bis nach Bad Oeynhausen. Im Bereich Hannovers lag es eigentlich nahe, die Autobahn über eine kurze Route südlich der Stadt vorbei zu führen. Da der im Norden der Stadt gelegene Flughafen Hannover zu diesem Zeitpunkt einer der Knotenpunkte des deutschen Luftverkehrs war, entschied man sich für eine nördliche Umgehung der Stadt. Hinzu kamen die Interessen der Reichsbahndirektion Hannover, den ebenfalls im Norden der Stadt gelegenen Güterbahnhof an die Autobahn anzubinden, sowie eine Erschließung des am Nordhafen geplanten Industriegebiets.
Zwischen Hannover und Berlin wurden drei mögliche Varianten untersucht:
- Eine nördliche über Stendal mit Anschluss an den Berliner Ring im nördlichen Bereich. Sie stellte die kürzeste Strecke für die in Betracht gezogene Verlängerung in Richtung Stettin und Königsberg dar – Nachteilig war allerdings, dass das durchquerte Gebiet dünn besiedelt war und bereits die Eisenbahn der Hauptverkehrsträger war.
- Eine mittlere über Genthin und Brandenburg an der Havel, die auf die Mitte Berlins zielte. Auch hier war das Gebiet dünn besiedelt und bereits durch die Eisenbahn erschlossen. Eine weitere Schwierigkeit war, dass es hier zahlreiche Seen und Moore gab, welche einen Bau erschwert hätten.
- Eine südliche, die schließlich auch gebaut wurde, führt über Magdeburg zum südlichen Berliner Ring, was die Möglichkeit einer Verlängerung nach Breslau oder Frankfurt (Oder) und Warschau eröffnete.

Zusammen mit 22 weiteren Strecken wurde am 21. März 1934 der erste Spatenstich für die Reichsautobahn Ruhrgebiet–Berlin gesetzt. Die Stelle, an der dieser Festakt durchgeführt wurde, befand sich bei Wendeburg zwischen Hannover und Braunschweig, einige hundert Meter östlich der heutigen Raststätte Zweidorfer Holz. Es wurde anschließend parallel an insgesamt zwölf Stellen gebaut. Verordnet war, die maschinelle Unterstützung der Bauarbeiten auf ein notwendiges Minimum zu reduzieren, um möglichst viele Arbeiter in den Bau einzubeziehen. Eine erhoffte spürbare Senkung der Arbeitslosenquote konnte trotz der vielen Arbeiter auf den überall im Land im Bau befindlichen Reichsautobahnen jedoch nie erreicht werden.
Als erstes wurde am 5. April 1936 der 32 km lange Abschnitt zwischen Braunschweig-West (heutige AS Braunschweig-Watenbüttel) und Lehrte für den Verkehr freigegeben. Dieser war insgesamt der dritte unter der Regierung Hitler fertiggestellte Autobahnabschnitt, nach den im Jahr zuvor freigegebenen Strecken Frankfurt–Darmstadt und Darmstadt–Mannheim–Heidelberg. Drei weitere Abschnitte von Hannover-Ost bis Lehrte (10 km), Braunschweig-West bis Helmstedt (43 km) und Burg/Schermen (heutige AS Burg-Zentrum) bis Werder/Groß Kreutz (an dem anschließenden Teil des Berliner Rings, der heutigen A 10, gelegen) (85 km) folgten am 17. August 1936. Am 10. Januar 1937 war mit der Verkehrsfreigabe des 55 km langen Abschnittes zwischen Helmstedt und Burg/Schermen der Berliner Ring mit Hannover verbunden.
1937 konnte im westlichen Bereich am 17. Dezember der erste Abschnitt zwischen Düsseldorf und Recklinghausen eröffnet werden. Der Abschnitt zwischen Recklinghausen und Gütersloh wurde am 12. November 1938 dem Verkehr übergeben. Bei Kamen waren bereits Vorleistungen für ein Autobahnkreuz in Kleeblattform mit der geplanten Hansalinie (Strecke Hamburg–Bremen–Ruhrgebiet, spätere BAB 1) durchgeführt worden. Obwohl das Kreuz im Rohbau fertiggestellt war, konnte es erst mit Inbetriebnahme der entsprechenden Teilstücke auf der Hansalinie in den 1950er und 1960er Jahren schrittweise in Betrieb genommen werden. Es war nach dem Schkeuditzer Kreuz (A 9-A 14) und dem Hermsdorfer Kreuz (A 4-A 9) das dritte Autobahnkreuz in Kleeblatt-Ausführung in Deutschland, noch vor dem 1956 freigegebenen Frankfurter Kreuz (A 3-A 5). Die am gleichen Tag vorgesehene Verkehrsübergabe des Abschnittes zwischen Gütersloh und Bielefeld konnte aufgrund eines Erdrutsches im Teutoburger Wald nicht stattfinden. Erst nachdem am 15. Dezember die Schäden beseitigt waren, konnte man diese Strecke befahren. Tags zuvor hatte man bereits den Abschnitt zwischen Bad Nenndorf und Hannover eröffnet. Am 23. September 1939 wurde der Abschnitt zwischen Bad Salzuflen und Bad Nenndorf für den Verkehr freigegeben, zunächst nur für den „Dienstverkehr“. Am 13. November 1940 war der Abschnitt zweibahnig ausgebaut.
Insgesamt wurden im Zuge der Autobahn 230 Brücken errichtet. Der Fahrbahnquerschnitt betrug mit den Betonleitstreifen und den Banketten 24 m, was damals den für Reichsautobahnen üblichen Maßen entsprach. Er setzte sich zusammen aus zwei 3,75 m breiten Fahrstreifen je Fahrtrichtung mit einem 4,2 m breiten Mittelstreifen. Trotz der außerhalb des Abschnittes im Teutoburger Wald vorgesehenen Planungsgeschwindigkeit von 160 km/h wies die Autobahn noch keinen Standstreifen auf.

### Rastanlagen
Zwischen Kamen und Berlin entstanden im Verlauf der Autobahn neben zahlreichen kleineren Parkplätzen insgesamt neun Tankstellen. Bei Magdeburg wurde am 7. November 1938 mit dem Rasthof Magdeburger Börde die erste Autobahnraststätte mit Motel im Reichsautobahnnetz eröffnet. Sie wurde konzipiert als Prototyp für ähnliche Anlagen, die an den Reichsautobahnen im Abstand von 150 bis 200 km geplant waren. Im Unterschied zu den heutigen Rastanlagen sollten diese Rasthöfe bevorzugt an Autobahnkreuzen und -dreiecken angelegt werden. So war in unmittelbarer Nachbarschaft zum Rasthof Magdeburger Börde ein Autobahndreieck mit Abzweig nach Halle/Leipzig (ein Vorgänger der heutigen BAB 14) vorgesehen, wobei Bauvorleistungen bereits angelegt waren. Obwohl zwei Tage vorher noch ein zweiter derartiger Rasthof am Hermsdorfer Kreuz in Thüringen in Betrieb genommen wurde, allerdings nicht in den geplanten Ausmaßen, blieb der Rasthof Magdeburger Börde die einzige derartige Anlage.
Ein weiterer Rasthof an der Strecke sollte bei Hamm-Rhynern entstehen, in der Nähe eines geplanten Autobahnabzweigs nach Kassel. Ähnlich wie bei Magdeburg wurden auch hier Vorleistungen für den Abzweig, wie Erdarbeiten und Brückenbau, durchgeführt, jedoch die Bauarbeiten der dann weiterführenden Strecke 77 im Krieg eingestellt und später, zugunsten der heutigen Trassenführung der BAB 44 ab Dortmund, ganz aufgegeben. Lediglich zwei Tankstellen wurden auf beiden Seiten der Autobahn gebaut und 1939 zusammen mit einem provisorischen Rasthaus auf der Südseite in Betrieb genommen. Die auffällige Architektur dieser heute denkmalgeschützten Tankstellenbauwerke im „Heimatstil“ sollte eine Anknüpfung an westfälische Bauernhäuser darstellen.

### Zweiter Weltkrieg
Während des Zweiten Weltkrieges kam der Reichsautobahnbau größtenteils zum Erliegen. Nur einzelne Teilstücke wurden, meistens provisorisch mit nur einer Richtungsfahrbahn, ohne aufwändige Einweihungsfeier dem Verkehr übergeben und im Regelfall betraf dies auch nur die zur Truppenmobilisierung vorgesehenen Ost-West-Verbindungen. Der Abschnitt zwischen Bad Salzuflen und Bad Nenndorf wurde am 23. September 1939 daher eingeschränkt freigegeben. Somit war dieser vorläufig nur für den sogenannten Dienstverkehr vorgesehen. Unter dem Einsatz polnischer Zwangsarbeiter und Kriegsgefangener – viele Bauarbeiter wurden von der Wehrmacht eingezogen – wurde dieser Abschnitt gebaut bis zum 14. November 1940 zweibahnig eröffnet. Nur ein rund drei Kilometer langer Teil im Bereich der Weserquerung bei Bad Oeynhausen konnte nicht mehr rechtzeitig vollendet werden und war nur auf der südlichen Richtungsfahrbahn befahrbar.
In den letzten Kriegstagen sprengte die Wehrmacht am 13. April 1945 die Elbebrücke bei Magdeburg. Der Straßenverkehr wurde daher für kurze Zeit per Fähre über die Elbe abgewickelt. Sehr bald baute man eine provisorische Brücke, die noch im selben Jahr freigegeben wurde.
Nach dem Ende des Zweiten Weltkrieges befand sich der Abschnitt zwischen Helmstedt und dem Autobahnende am Berliner Ring im Gebiet der Sowjetischen Besatzungszone. Wegen „dringender Reparaturarbeiten“ wurde am 15. Juni 1948 die Behelfsbrücke über die Elbe seitens der Militäradministration für den Verkehr gesperrt. Im Rahmen der sich abzeichnenden Berlin-Blockade veranlasste die Sowjetunion dann nur vier Tage später die Schließung der Zonengrenze bei Helmstedt sowohl für den Straßen- als auch den Bahnverkehr, was die Anbindung von und nach West-Berlin zum Erliegen brachte. Schon im Januar 1948 betrachtete die Sowjetische Militäradministration in Deutschland den Transitverkehr zwischen den westlichen Besatzungszonen und Berlin, der durch die sowjetische Besatzungszone geführt werden musste, für illegal, indem Durchfahrgenehmigungen für illegal erklärt wurden.
Im Laufe des Jahres 1949 endete die Berlin-Blockade und die beiden deutschen Staaten der Nachkriegszeit – die Bundesrepublik Deutschland auf dem Gebiet der westlichen Besatzungszonen und die Deutsche Demokratische Republik auf dem Gebiet der sowjetischen Besatzungszone – wurden gegründet. Die provisorische Elbebrücke wurde 1952 durch einen Neubau mit einer Richtungsfahrbahn ersetzt.

### Zur Zeit der deutschen Teilung

#### Einrichtung des Grenzüberganges
Schon 1945 wurde an der Zonengrenze bei Helmstedt ein alliierter Kontrollpunkt (Checkpoint Alpha) eingerichtet. Das Pendant an der Zonengrenze zwischen sowjetischer Zone und West-Berlin war der Checkpoint Bravo am AVUS-Zubringer bei Dreilinden. Ein dritter Kontrollpunkt entstand innerhalb Berlins zwischen dem Westteil und dem sowjetisch besetzten Ostteil der Stadt (Checkpoint Charlie). Während der Berlin-Blockade 1948 wurden sie durch die sowjetische Besatzungsmacht vollständig geschlossen. Während nach Gründung der beiden deutschen Staaten die DDR-Grenztruppen ab 1950 die Grenzabfertigung übernahm, begann die zunehmende Sicherung der Grenze. 1954 wurde ein 5 km breites Gebiet auf der östlichen Seite der Grenze als Sperrgebiet deklariert, Höhepunkt der Grenzbefestigung war schließlich der Bau der Berliner Mauer im August 1961.
Die zunächst schleppend verlaufenden und massive Verzögerungen hervorrufenden Grenzkontrollen in Helmstedt/Marienborn veranlassten eine Regelung über vereinfachten Transitverkehr im Viermächteabkommen über Berlin im Jahr 1971 und ein Jahr später das Inkrafttreten des Transitabkommens. Beide Abkommen waren, wie auch die restlichen Ostverträge, aufgrund der Entspannungspolitik Willy Brandts möglich geworden. Von 1972 bis 1974 wurde daher in Marienborn eine ca. 35 ha große Grenzabfertigungsanlage der DDR aufgebaut. Dieser war nur für die Einreise und den Transit durch die DDR zuständig, der alliierte Checkpoint Alpha war Militärangehörigen vorbehalten und separat zu erreichen.
Im Laufe der Zeit wurden die Kontrollen am Grenzübergang selbst verschärft. Neben den DDR-Grenztruppen übernahmen Angehörige des Ministeriums für Staatssicherheit (MfS) die Abfertigungen. Näherte man sich von Westen her dem Grenzübergang, gelangte man zunächst zu einer Passkontrolle, bei der Reisenden die Pässe abgenommen und in die vier Kategorien BRD, Westberlin (WB), Ausländer und Kairo eingeteilt wurden.
Die Kategorie „Kairo“ diente Personen, die aus Sicht der DDR-Regierung interessant für Anwerbeversuche seitens des MfS sein könnten – auch RAF-Terroristen fielen hierunter und wurden bei der Einreise bevorzugt behandelt. Personen, die aus Sicht der DDR als feindlich-negativ angesehen wurden, konnten an der Einreise gehindert werden. Die Tatsache, dass der Reisepass sofort abgenommen wurde und über ein Band in einen anderen Teil der Anlage befördert wurde, diente allein der Verunsicherung von Reisenden. Ein weitverzweigtes Netz an Tunneln ermöglichte das unerkannte Wechseln zwischen den Gebäuden. Bis zu 1000 Menschen taten auf der Anlage Dienst.
Da die Wartezeit am Grenzübergang bis zu mehreren Stunden betragen konnte, entstanden auf westdeutscher Seite mehrere bewirtschaftete Rastplätze, die von den wartenden Reisenden aufgesucht werden konnten – etwa der Rastplatz Waldkater, der schon Anfang der 1950er Jahre bestand. Dies erklärt die in diesem Abschnitt bis heute bestehende, ungewöhnlich dichte Abfolge von Raststätten und Parkplätzen.
Reisende, die von Osten her kamen, wurden mit radioaktiven Cäsium-137-Strahlern (sogenannte Gammakanonen) durchleuchtet, um Flüchtlinge, die sich im Fahrzeug versteckten, aufzuspüren. Da dieses Vorgehen den Regelungen des Transitabkommens (nicht anlassbezogene Fahrzeugkontrolle) widersprach, wurde die Existenz dieser Anlagen seitens des MfS geheim gehalten. Um Fluchtversuche durch etwaiges Durchbrechen des Kontrollbereiches zu verhindern, wurden Rollsperren angebracht, die in diesem Falle die Fahrbahn blockierten.

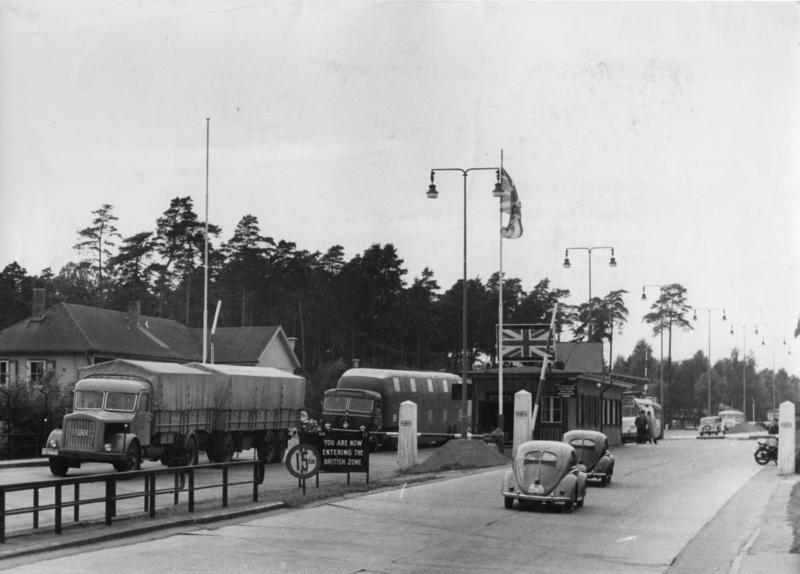
Erster Grenzübergang Marienborn (1954)
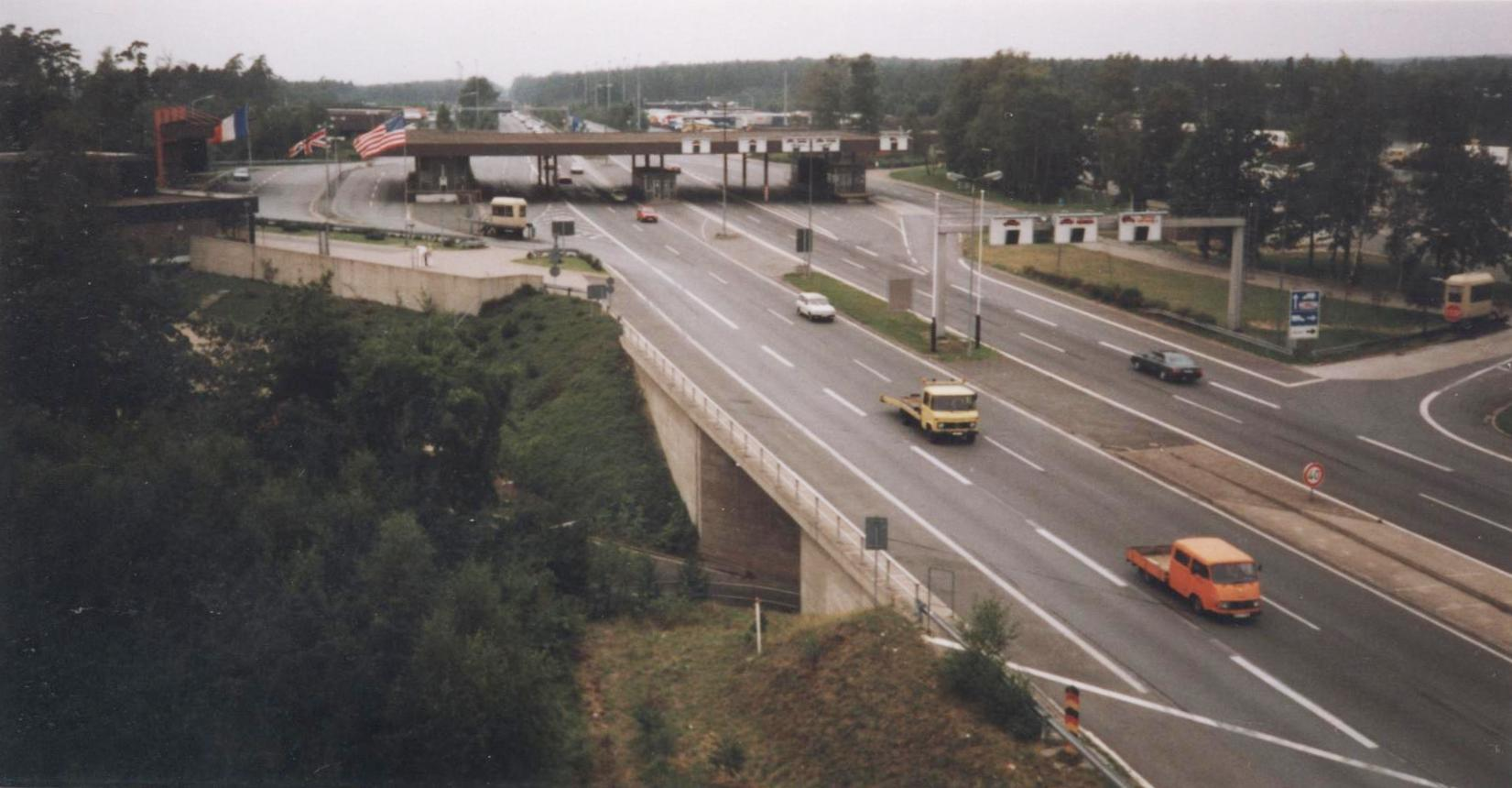
Kontrollpunkt auf westdeutscher Seite bei Helmstedt
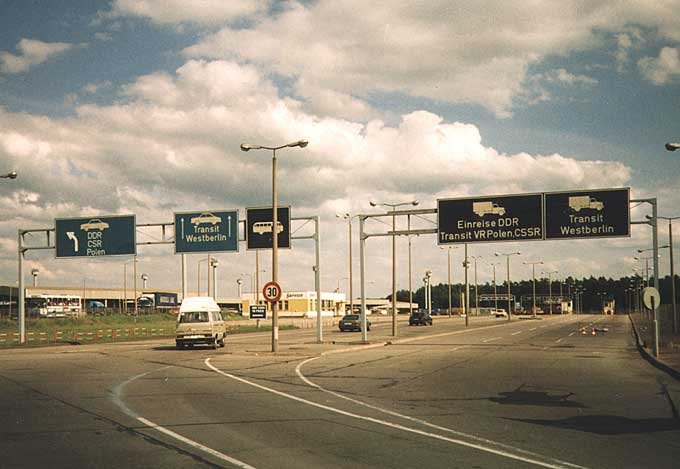
Am Grenzübergang Marienborn
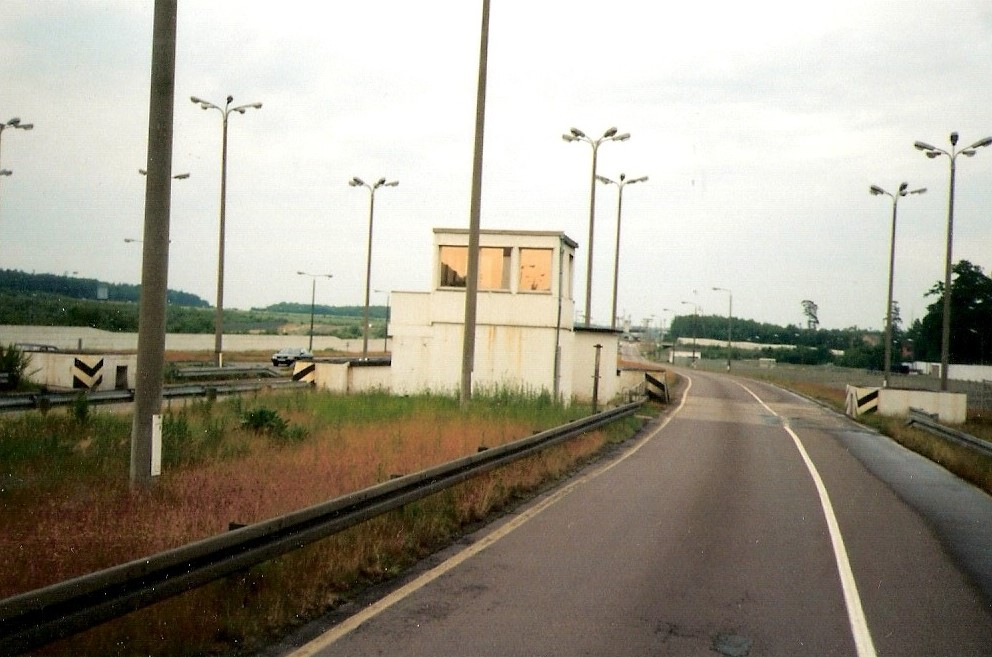
Ausfahrbare Straßensperre am Grenzübergang Marienborn

#### Transitstrecke nach West-Berlin
Das Transitabkommen regelte neben den Grenzformalitäten auch den Ablauf des Transitverkehrs durch die DDR. So durfte der Westverkehr nur bestimmte Strecken im DDR-Gebiet benutzen. Diese führten von den Grenzübergängen Wartha/Herleshausen (Hessen) und Rudolphstein/Hirschberg (Bayern) über das Hermsdorfer Kreuz, außerdem von Helmstedt/Marienborn jeweils auf den südlichen Berliner Ring und zum Grenzübergang Dreilinden nach West-Berlin. Eine weitere Transitstrecke stellte die Fernverkehrsstraße 5 aus Richtung Hamburg dar, die bis in die 1980er Jahre durch eine Transitautobahn mit Grenzübergängen in Gudow (Schleswig-Holstein) und Heiligensee (West-Berlin) ersetzt wurde. Über den Grenzübergang Helmstedt-Marienborn wurde aufgrund der relativen Nähe zu West-Berlin der Hauptteil des Transitverkehrs abgewickelt, außerdem war dies die einzige Strecke zwischen der BRD und Westberlin, die von alliierten Kräften befahren werden durfte.
Auf einer Reise- und Verkehrskarte der DDR von 1979 ist der Teilbereich der Autobahn zwischen dem Grenzübergang Marienborn und dem Autobahndreieck am Berliner Ring (damals Abzweig Magdeburg genannt, heute Autobahndreieck Werder) nur mit einem T für Transitstrecke gekennzeichnet, auf einer späteren Karte (Reiseland DDR 1988) mit dem bis heute geltenden Zusatz E 30 für Europastraße 30. Die in der DDR verwendete Wegweisung auf Autobahnen war zwar ebenso wie in der BRD in blauer Farbe gehalten, wich in ihrer Gestaltung jedoch geringfügig von ihrem westlichen Pendant ab. Es wurde auf „Berlin Hauptstadt der DDR“ hingewiesen, womit der Ostteil der Stadt gemeint war – um in den Westteil der Stadt zu gelangen, waren gelbe Flächen mit der Aufschrift „Transit Westberlin“ auf die Schilder gedruckt. In der Gegenrichtung wurde auf die Transitstrecke mit ebenjenen gelben Flächen mit der Aufschrift „Transit BRD Grenzübergang Marienborn“ hingewiesen. 
Das Abfahren von der Autobahn auf das nachrangige Straßennetz war dem Transitverkehr untersagt, er musste in angemessener Reisezeit in West-Berlin eintreffen. Zu Überwachung dieser Regelung waren ständig zivile Fahrzeuge des MfS unterwegs, darunter auch die eigentlich in der DDR so gut wie gar nicht vorkommenden Fahrzeuge westlicher Marken und BRD-Kennzeichen. Die DDR-Volkspolizei führte entlang der Strecke intensive Radarkontrollen durch und erhob bei Überschreiten der geltenden Höchstgeschwindigkeit von 100 km/h sofort Bußgelder. Diese Bußgelder, etwa 7 Mio. DM jährlich, waren in den Volkswirtschaftsplan der DDR fest eingebunden.
Die einzige Möglichkeit, die Transitautobahn zu verlassen, war das Ansteuern einer der auf dem Weg liegenden Raststätten. Zwischen Helmstedt und Berlin gab es zwei Transitraststätten bei Hohenwarsleben westlich von Magdeburg (ehem. Rasthof Börde) und bei Theeßen. An diesen gab es Gasthäuser, die vom ostdeutschen Teil der Firma MITROPA betrieben wurden. Angegliedert waren Intershops, in denen Produkte, die es in der DDR normalerweise nicht gab, mit frei konvertierbaren Währungen gekauft werden konnten – Westdeutsche bezahlten in D-Mark, Ausländer in ihrer jeweiligen Landeswährung.
Auch Tankstellen waren vorhanden. Rot-gelbe Zapfsäulen an den Intertank-Tankstellen waren für die Bezahlung in Mark der DDR, grün-weiße für die Bezahlung in D-Mark vorgesehen. Das Kraftstoffangebot unterschied sich im Hinblick auf die Oktanzahlen des Benzins (Normal und Extra für ostdeutsche, Super und Spezial für westdeutsche Kfz, später auch bleifrei), Dieselkraftstoff gab es an beiden. Um eine theoretisch mögliche Kontaktaufnahme zu DDR-Bürgern an den Raststätten zu verhindern – das dortige Angebot konnte von allen Autofahrern genutzt werden – waren die Anlagen mit Kameras überwacht und (inoffizielle) Mitarbeiter des MfS taten auf dem Gelände Dienst.

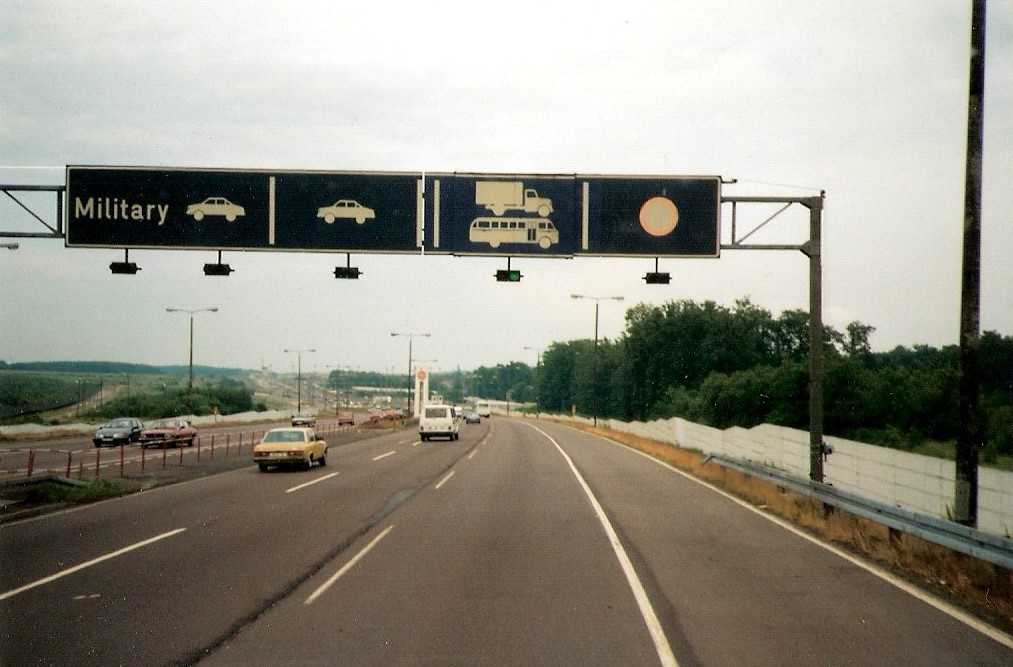
Spuraufteilung vor der Grenzübergangsstelle aus Richtung Osten
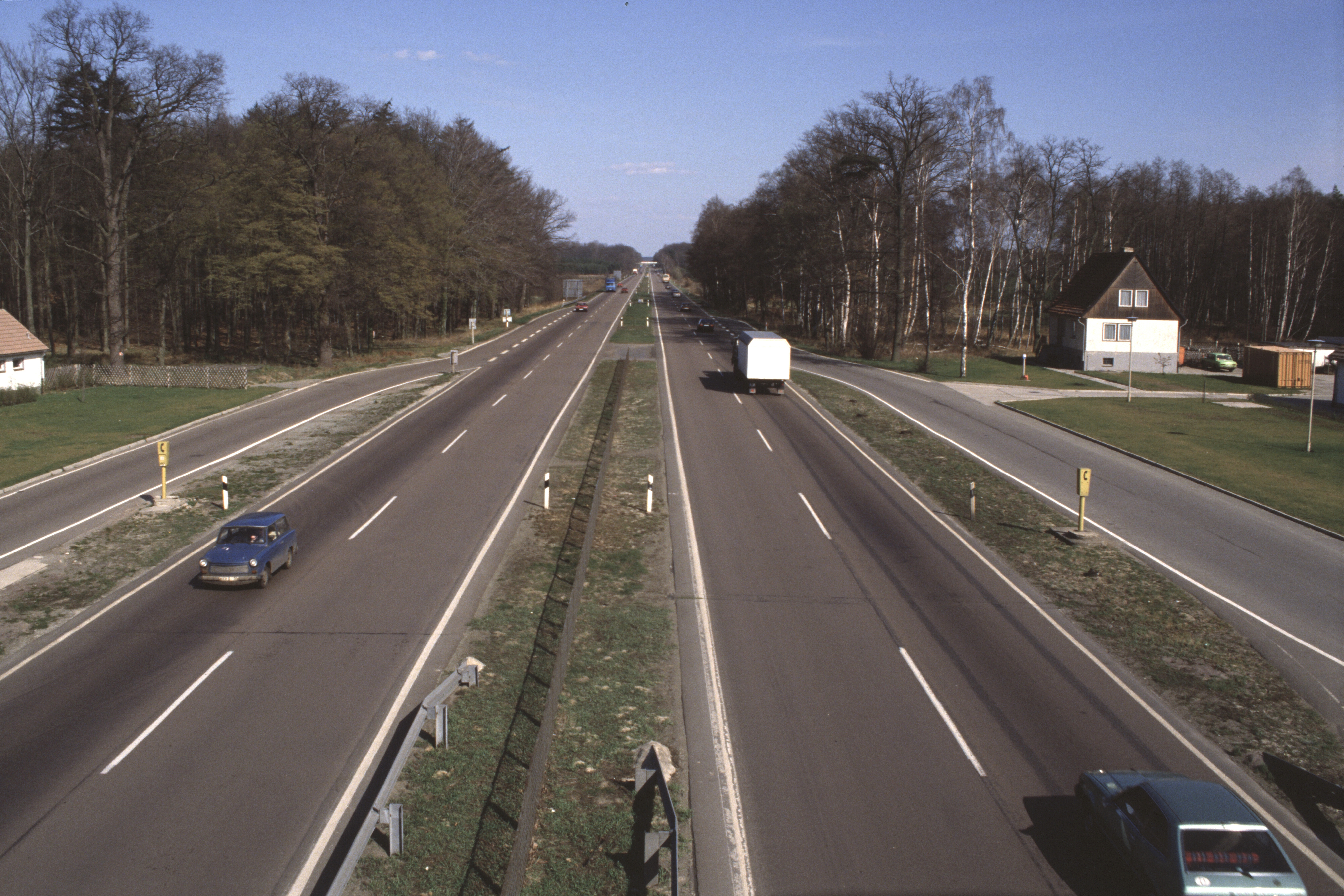
Transitautobahn zu DDR-Zeiten (August 1989) zwischen Magdeburg und Berlin bei Theeßen
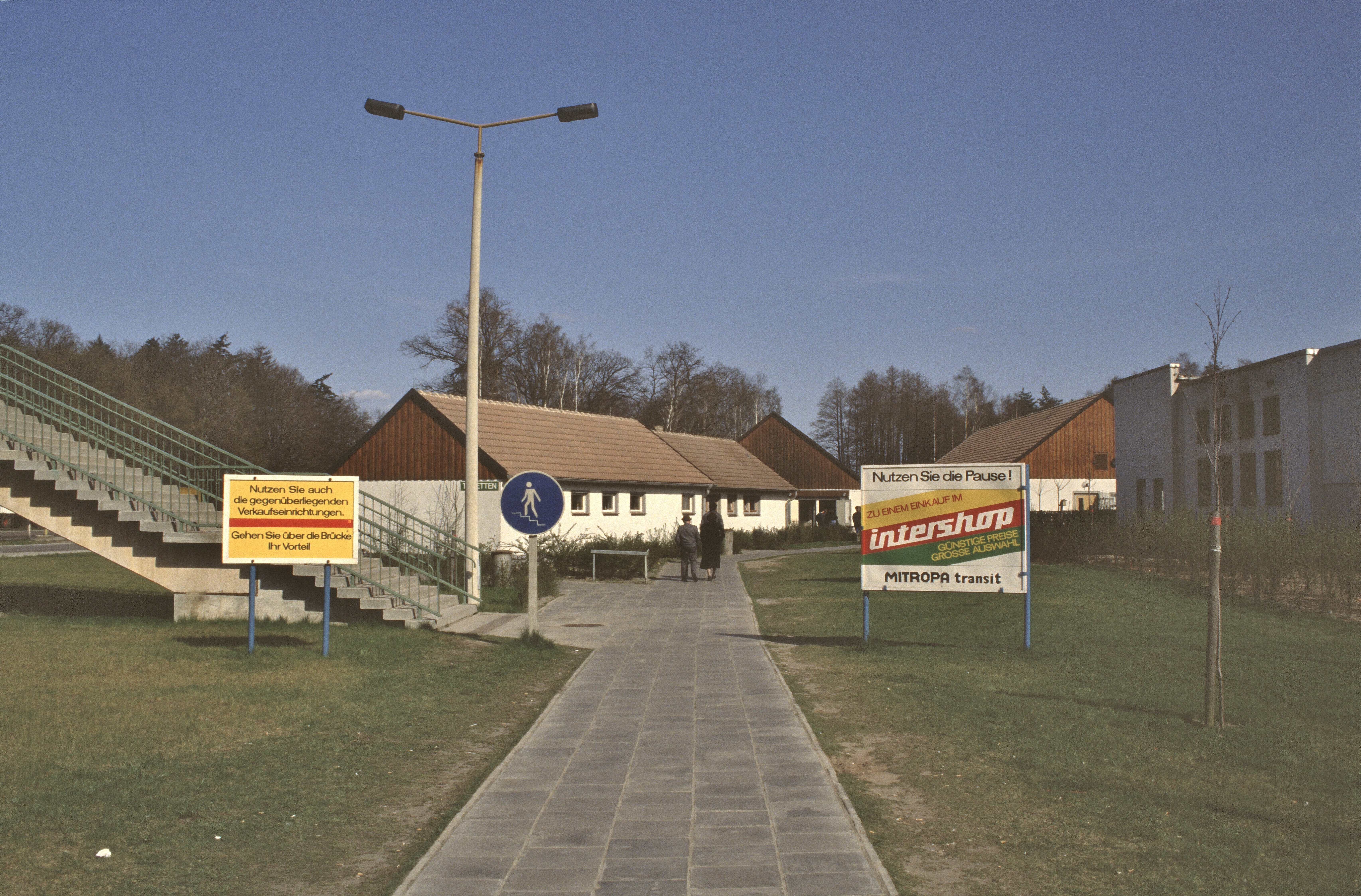
Raststätte mit Intershop und Mitropa-Gastronomie in Theeßen
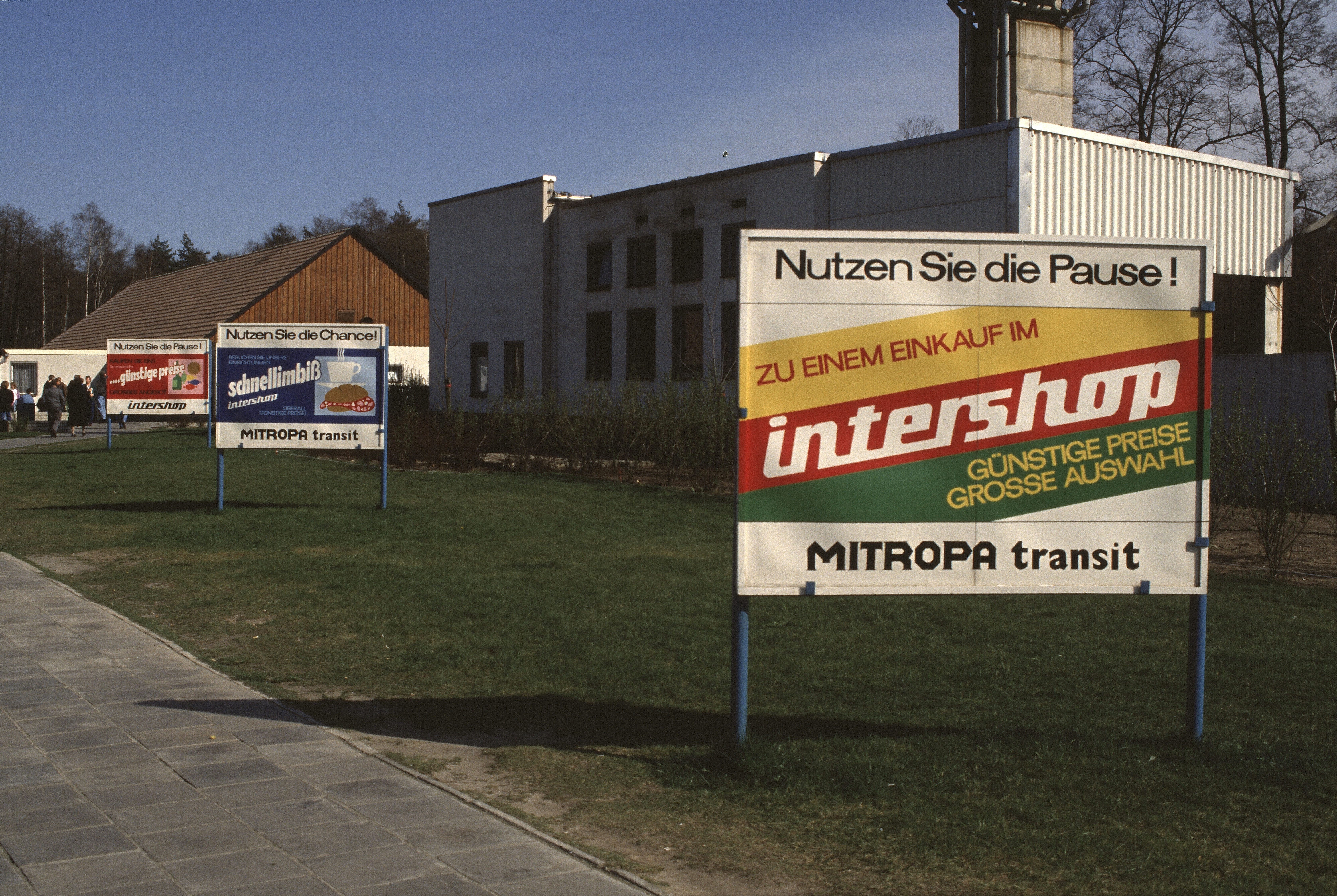
Werbeschilder an der Raststätte

#### Einführung der BezeichnungBundesautobahn 2
Zum 1. Januar 1975 wurde für die Autobahnen in der Bundesrepublik Deutschland und West-Berlin ein neues, einheitliches Nummerierungsschema eingeführt. Waren zunächst nur intern geführte Nummerierungen verwendet worden und auf den Wegweisern ausschließlich die Nummern der auf der Trasse verlaufenden Europastraßen ausgeschildert, wurde die neue nationale Nummerierung vorgezogen. Ein zuvor im Bedarfsplan Bundesfernstraßen 1971–1985 beschriebenes System, das den vom Berliner Ring abzweigenden Strecken die einstelligen Nummern A 1 bis A 6 zuordnete, konnte sich, auch im Hinblick auf die damals noch bestehende Deutsche Teilung, nicht durchsetzen.
Sowohl im zuerst entwickelten als auch im später realisierten System wurde der Strecke Berlin–Ruhrgebiet die Bezeichnung Bundesautobahn 2 zugewiesen. Dies rührt daher, dass das erste System den vom Berliner Ring abzweigenden Strecken entgegen dem Uhrzeigersinn einstellige Nummern zugewiesen wurden, beginnend mit der A 1 für die Strecke Berlin–Hamburg und dementsprechend fortgesetzt mit der A 2 in Richtung Ruhrgebiet, gefolgt von der A 3 in Richtung München. Das letztendlich angewendete System vergibt den überregional wichtigen Autobahnen, meist Strecken aus der HaFraBa-Planung, einstellige Nummern – ungerade für in Nord-Süd-Richtung verlaufende, gerade in Ost-West-Richtung, aufsteigend von Norden nach Süden bzw. Westen nach Osten.
Im Unterschied zu heute trug im ersten Schema die heutige BAB 2 im damaligen Westdeutschland großenteils schon ihre heutige Nummer, lief jedoch westlich vom Kreuz Oberhausen auf dem Weg der heutigen BAB 3 weiter bis zum Autobahndreieck Heumar, die vom Berliner Ring kommende Kilometrierung wurde sogar in westlicher Richtung bis Aachen fortgesetzt. Ab Einführung des heutigen Nummernsystems 1975 begann die BAB 2 bereits an der niederländischen Grenze Straelen/Venlo und führte ab dem Autobahnkreuz Kaiserberg gemeinsam als BAB 2 und BAB 3 bis zum Kreuz Oberhausen, wo sich die BAB 3 in Richtung Arnhem (NL) wieder von der Trasse trennte. Im Zuge der Nummerierung der Anschlussstellen, die im Jahre 1992 begann, wurden Doppelnennungen von Autobahnkreuzen, Autobahnanschlussstellen und Doppelbenennungen – wie die Strecke zwischen Duisburg und Oberhausen als BAB 2/BAB 3 – bereinigt. Das Stück zwischen Venlo (NL) und Duisburg gehört heute zu der 1992 aus Teilstücken der Bundesautobahnen 2 und 430 neu gebildeten BAB 40.
Die DDR verwendete in ihrer Wegweisung keine Autobahnnummern, lediglich die Fernziele waren auf den Schildern ausgewiesen. Später wurden dann die Europastraßen mit auf die Wegweiser genommen. Es existierte jedoch ein internes Nummerierungsschema, das nur für Verwaltungszwecke gebraucht wurde. In diesem war der Transitstrecke die Nummer A 11 zugewiesen worden.

#### Ausbau im Westen

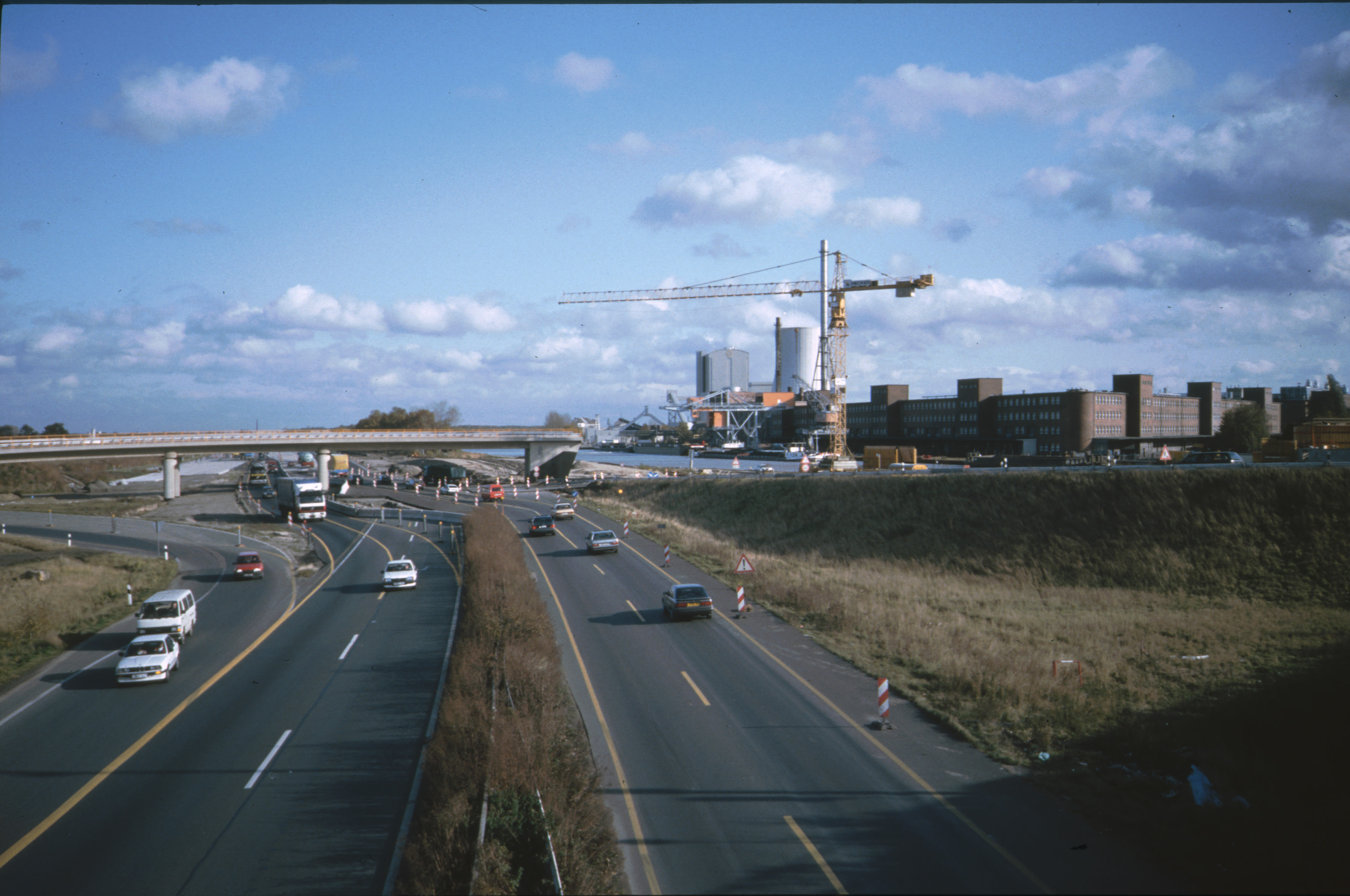
Umbau der Anschlussstelle Hannover-Herrenhausen, 1991

Da zur Zeit der deutschen Teilung der Nord-Süd-Verkehr innerhalb Deutschlands bedeutender war als der Ost-West-Verkehr, wurde die BAB 2 zu dieser Zeit nur an einigen Stellen erweitert – in den 1970er Jahren im Bereich von Hannover und ab den 1980er Jahren auf einigen Abschnitten im Ruhrgebiet auf sechs Spuren. Dabei handelte es sich zum einen um den 12 km langen Abschnitt zwischen der Anschlussstelle Dortmund-Nordost und dem Kamener Kreuz, zum anderen um den Abschnitt zwischen der Anschlussstelle Hannover-Bothfeld und dem Autobahnkreuz Hannover-Ost. Am Teilstück zwischen Dortmund und Kamen begannen 1976 die Bauarbeiten, bei Hannover ein Jahr später im August 1977. Bis 1993 wurde der Ausbau weiter in Richtung Westen zur Anschlussstelle Hannover-Herrenhausen vorangetrieben, wobei die genannte Anschlussstelle in ein Kleeblattkreuz mit einer halbdirekten Rampe – vom südlichen Westschnellweg (B 6) nach Westen (A 2) – umgebaut wurde.
Zum großen Teil hatte die Autobahn in den nicht verbreiterten Abschnitten auch auf westdeutscher Seite nach wie vor keinen Standstreifen, der Fahrbahnbelag wurde allerdings stetig ausgewechselt und saniert.

### Liste der Verkehrsfreigaben
| Abschnitt                                                      | Jahr | km       |
| -------------------------------------------------------------- | ---- | -------- |
| (AS Oberhausen-Lirich –) AK Oberhausen – AS Recklinghausen-Süd | 1937 | 28,0 km  |
| AS Recklinghausen-Süd – AS Herford/Bad Salzuflen               | 1938 | 131,0 km |
| AS Herford/Bad Salzuflen – AS Bad Nenndorf                     | 1940 | 63,1 km  |
| AS Bad Nenndorf – AK Hannover/Buchholz                         | 1938 | 35,0 km  |
| AK Hannover-Buchholz – AS Helmstedt                            | 1936 | 85,0 km  |
| AS Helmstedt – AS Burg                                         | 1937 | 59,0 km  |
| AS Burg – AD Werder                                            | 1936 | 74,0 km  |

## Situation nach 1989
Der Fall des Eisernen Vorhangs 1989 änderte die Verhältnisse in Europa schlagartig – der vorher durch die Grenzanlagen unterbrochene Ost-West-Verkehr nahm in den Folgejahren stetig zu. Insbesondere auf den innerdeutschen ehemaligen Transitstrecken, die während der deutschen Teilung aufgrund ihrer verkehrlichen Randlage im Westen und fehlender finanzieller Mittel im Osten nur unzureichend ausgebaut und instand gesetzt wurden, kam es zu Engpässen. Daher wurde zusammen mit dem Bundesverkehrswegeplan 1992 das Programm Verkehrsprojekte Deutsche Einheit initiiert, das den Neu- und Ausbau wichtiger Verkehrsachsen und Infrastruktur zwischen den alten und den neuen Bundesländern vorsieht.
Zwischen 1976 und 1978 wurde aufgrund des durch das Transitabkommen stark angewachsenen Verkehrs eine Generalerneuerung der Autobahn auf DDR-Gebiet durchgeführt. Dabei wurden die Betonplatten mit einer rund 30 cm dicken Asphaltschicht überzogen, Nothaltebuchten und Notrufsäulen eingerichtet und einige Anschlussstellen mit Ein- und Ausfädelungsstreifen versehen. Hauptfinanzierer dieser Maßnahme war die Bundesrepublik Deutschland. Dennoch war auch nach 1989 der Zustand der Autobahn bei weitem nicht auf westdeutschem Standard, so fehlten etwa Standstreifen sowie Leitplanken nahezu völlig und zahlreiche Anschlussstellen entsprachen nicht mehr den gängigen Baunormen. Aufgrund fehlender finanzieller Mittel wurde die Transitstrecke durch die DDR nur sporadisch instand gesetzt. Die Höchstgeschwindigkeit war, wie auf allen DDR-Autobahnen, auf 100 km/h festgesetzt.
Noch am 9. November 1989 gegen 21:15 Uhr, etwa zwei Stunden nach der Pressekonferenz Günter Schabowskis über die Bekanntgabe neuer Reiseregelungen für Bürger der DDR, überquerte Annemarie Reffert als erste DDR-Bürgerin an der Grenzübergangsstelle Marienborn die Grenze zur BRD. Die in der Folgezeit immer weiter gelockerten Grenzkontrollen fielen zum 1. Juli 1990 aufgrund der Währungs-, Wirtschafts- und Sozialunion zwischen BRD und DDR schließlich komplett weg. Der Verkehr wurde auf die nördlich der Grenzübergangsstelle noch vorhandene, durchgehende Fahrbahn der ehemaligen Reichsautobahn umgeleitet. Nach der Wiedervereinigung im Oktober 1990 begann ein teilweiser Abriss der Grenzanlagen, der größte Teil wurde allerdings unter Denkmalschutz gestellt und ist heute Teil der Gedenkstätte Deutsche Teilung Marienborn. Ein Teil des Areals wurde in eine Autobahnraststätte umgewandelt. Wie alle Autobahnen der ehemaligen DDR wurde auch die Strecke Marienborn–Dreieck Werder in das Nummerierungssystem der BRD mit einbezogen und damit Teil der BAB 2.

### Sechsstreifiger Ausbau Hannover–Berlin
Der sechsstreifige Ausbau zwischen Hannover und dem Dreieck Werder wurde, zusammen mit dem sechs- bis achtstreifigen Ausbau des südlichen und östlichen Berliner Rings, als Verkehrsprojekt Deutsche Einheit Nr. 11 (VDE Nr. 11) geführt. Er begann 1994 und wurde, auch im Hinblick auf die Weltausstellung Expo 2000 in Hannover, bis 1999 weitgehend fertiggestellt. Während der langen Ausbauphase – im Jahr 1997 waren 57 km der Autobahn zwischen Hannover und Berlin von den Ausbaumaßnahmen betroffen – kam es immer wieder zu kilometerlangen Staus. Trotz umfangreicher Sicherungsmaßnahmen gab es immer wieder zahlreiche schwere Auffahrunfälle mit LKW-Beteiligung.
Als vorgezogene Baumaßnahme wurde 1993 mit dem Neubau der Nahmitzer Brücke zwischen den Anschlussstellen Netzen und Lehnin begonnen, womit schon 1995 der erste neu gebaute Abschnitt mit 1,5 km Länge zwischen diesen beiden Anschlussstellen fertiggestellt werden konnte. Im niedersächsischen Abschnitt begannen die Bauarbeiten im Juli 1994.
Ende 1996 begannen die Umbauarbeiten am Dreieck Werder, das die BAB 2 an den Berliner Ring anbindet, wobei das Dreieck von einer linksgeführten Trompete in ein Dreieck in Full-Y-Form mit durchgehender Fahrbahn von der BAB 2 auf den südlichen Berliner Ring umgestaltet wurde. Dieses wurde 1999 fertiggestellt, nachdem die unmittelbar westlich anschließende, sechsstreifig ausgebaute Strecke der BAB 2 schon zuvor fertig wurde.
Die beiden größten Bauwerke der Strecke, die Elbebrücke Hohenwarthe und die Brücke über den Rothenseer Verbindungskanal nordöstlich von Magdeburg, wurden ab 1994 durch Neubauten ersetzt. Im November 1997 wurden die beiden Neubauten fertiggestellt. Zwischen Magdeburg und Werder wurde 1995 mit dem Ausbau begonnen, im Herbst 1998 war dieser Bereich durchgehend sechsstreifig unter Verkehr. Nordwestlich von Magdeburg entstand ein Autobahnkreuz mit der verlängerten BAB 14, das Kreuz Magdeburg wurde im Oktober 1999 freigegeben.
Zwischen Helmstedt und Magdeburg sind die Anschlussstellen Marienborn und Ostingersleben zugunsten der neuen Anschlussstelle Alleringersleben beim Ausbau weggefallen. Die ehemalige Grenzübergangsanlage Helmstedt/Marienborn wurde zum Teil abgerissen, da sie der breiteren Neubautrasse im Weg stand. Die übrig gebliebenen Anlagenteile wurden erhalten und können heute als Teil einer Gedenkstätte besichtigt werden. Im westlichen Teil des Geländes entstand eine Autobahnraststätte für die Fahrtrichtung Berlin.
Mit Ausnahme eines etwa 5 km langen Abschnitts zwischen der Anschlussstelle Braunschweig-Watenbüttel und dem Autobahnkreuz Braunschweig-Nord wurden im Laufe des Jahres 1999 alle Teilstücke zwischen Hannover und dem Dreieck Werder fertiggestellt. Die offizielle Einweihungsfeier der sechsspurig ausgebauten Strecke zwischen Hannover und Berlin fand am 9. November 1999 – am 10. Jahrestag des Falls der Berliner Mauer – auf dem Gelände des ehemaligen Grenzübergangs Marienborn statt.

### Sechsstreifiger Ausbau Oberhausen–Hannover
Noch vor 1990 wurden die BAB 2 in einigen Bereichen mit hohem Verkehrsaufkommen sechsspurig ausgebaut. Mit Ausnahme der wenigen bereits erwähnten sechsstreifigen Abschnitte war die Autobahn zwischen dem Ruhrgebiet und Hannover noch größtenteils im Originalquerschnitt, meist mit später ergänztem Standstreifen, lediglich bei der Querung des Teutoburger Walds und des Wiehengebirges gab es teilweise einen dritten, zusätzlichen Fahrstreifen. Außerdem wurden in diesem Bereich in den 1980er Jahren einige Talbrücken saniert und für einen breiteren Fahrbahnquerschnitt erweitert.
Zusammen mit dem DEGES-Projekt des sechsstreifigen Ausbaus Hannover–Berlin wurde, auch im Hinblick auf die Bedeutung der BAB 2 als Bindeglied zwischen Nordseehäfen und osteuropäischen Ländern, der durchgehende sechsstreifige Ausbau der gesamten Autobahn ab dem Autobahnkreuz Oberhausen beschlossen. Im Bundesverkehrswegeplan 1993 wurde diese schon seit den 1970er Jahren geplante Maßnahme als Vordringlicher Bedarf eingestuft. Zunächst wurden die Bauarbeiten 1996 im teils gebirgigen Abschnitt zwischen Oelde und Hannover aufgenommen, wobei hier erstmals eine mobile Stauwarnanlage in Betrieb genommen wurde. Im Bereich der Teutoburger-Wald-Querung (Bielefelder Berg) wurde eine Taumittelsprühanlage eingerichtet. Einige unter Denkmalschutz stehende Talbrücken aus den 1930er Jahren wurden für den Ausbau um ein Parallelbauwerk ergänzt. Als Ersatz für einige wegfallene Parkplätze wurden zwischen Bad Oeynhausen und Hannover mehrere Rastplätze mit WC und die Rastanlage Auetal neu errichtet. Noch vor dem Start der Expo 2000 in Hannover gelang es, den gesamten Streckenabschnitt im Jahr 2000 sechsstreifig unter Verkehr zu stellen.
Zwischen dem Kamener Kreuz und Oelde wurde erst später mit dem Ausbau begonnen, um die Autobahn während der Expo 2000 frei von größeren Baustellen zu halten: Zuerst wurde im September 2005 der Abschnitt zwischen den Anschlussstellen Hamm und Hamm-Uentrop fertiggestellt, wobei die in diesem Bereich befindliche Rastanlage Rhynern umgebaut wurde. Danach folgte bis 2007 der östlich anschließende Abschnitt zwischen Hamm-Uentrop und Oelde. Von 2008 bis 2011 folgte schließlich der Abschnitt vom Kamener Kreuz bis Bönen, der im Dezember 2011 eröffnet wurde. Seitdem ist die komplette BAB 2 auf ganzer Länge sechsstreifig ausgebaut.

### Sonstige Erweiterungen
Niedersachsen und Nordrhein-Westfalen wollen die stark befahrene A 2 von Bielefeld bis zur Grenze nach Sachsen-Anhalt achtspurig ausbauen. Um dem erwarteten Verkehrszuwachs besonders von Lastwagen auf der wichtigen Ost-West-Verbindung zu begegnen, hatten beide Länder den Ausbau für den Bundesverkehrswegeplan 2030 angemeldet. Die endgültige Fassung des entsprechenden Bedarfsplans, der Ende 2016 mit der Änderung des Fernstraßenausbaugesetzes in Kraft getreten ist, enthält nun jedoch nur den Ausbau der Autobahndreiecke Bottrop und Hannover-West, des Autobahnkreuzes Hannover-Buchholz und den achtstreifigen Ausbau von Herrenhausen bis AD Hannover-West als vordringlichen Bedarf mit Engpassbeseitigung. Als weiterer Bedarf sind der achtstreifige Ausbau der Abschnitte Bad Nenndorf bis Herrenhausen und Hannover-West bis Hannover-Ost eingestuft.
Auf dem etwa 3,5 Kilometer langen Abschnitt zwischen dem Autobahnkreuz Hannover-Ost und Lehrte wurden die Seitenstreifen mit Nothaltebuchten ausgestattet, baulich angepasst und mit Blockmarkierung abgesetzt und seit dem 28. Januar 2016 in Richtung Berlin und dem 1. Februar 2016 in Gegenrichtung als Verflechtungsstreifen freigegeben. Der Verkehr wird dort mittels LED-Tafeln und ergänzten Wechselverkehrszeichen geleitet.

### Rastanlagen
Mit dem zunehmenden Verkehr wuchs entlang der Bundesautobahn 2 der Bedarf an Rastplätzen, insbesondere für den LKW-Verkehr. Seit 1990 wurden daher einige neue Rasthöfe gebaut, die ältere Anlagen mit geringer Kapazität ersetzen.
- Der zur Zeit des Nationalsozialismus errichtete Rasthof Magdeburger Börde, die größere der beiden Transitraststätten entlang der Strecke, wurde 2003 geschlossen und durch eine neue Anlage einige Kilometer weiter westlich ersetzt. Der neue Rasthof Börde nahm im Dezember 2002 auf der Südseite und im Juni 2003 auf der Nordseite den Betrieb auf.[21]
- Im September 2005 eröffnete zwischen den Anschlussstellen Herten und Gelsenkirchen-Buer in Fahrtrichtung Oberhausen die neue Anlage Resser Mark. Sie ersetzt die zuvor bestehende Raststätte Hohenhorst am Kreuz Recklinghausen, die nach Eröffnung der neuen Anlage in einen unbewirtschafteten Rastplatz umgebaut wurde.
- Ende Oktober 2013 öffnete nach 18-monatiger Bauzeit die Tank- und Rastanlage Lipperland in Fahrtrichtung Oberhausen nördlich der Anschlussstelle Ostwestfalen/Lippe.[22] Die Rastanlage auf der Südseite in Fahrtrichtung Berlin war bereits zuvor fertiggestellt. Die beiden Anlagen ersetzen den alten Rasthof Herford einige Kilometer weiter nördlich, der zu einem unbewirtschafteten Rastplatz umgebaut wurde.

## Verkehrsaufkommen
Als unterbrechungsfreie Ost-West-Verbindung trägt die Autobahn einen großen Teil des Verkehrs zwischen den Nordseehäfen und den osteuropäischen Ländern, weshalb sehr viel LKW-Verkehr über diese Strecke abgewickelt wird. Im Ruhrgebiet und der Region Hannover findet daneben eine Vermischung des Fernverkehrs mit dem regionalen Verkehr statt, weshalb diese Bereiche eine hohe durchschnittliche tägliche Verkehrsstärke (DTV) aufweisen und damit stauanfällig sind.
Abschnitte mit DTV von mehr als 100.000 pro Tag (2015)
| Abschnitt                                     | DTV     |
| --------------------------------------------- | ------- |
| Kreuz Oberhausen – Oberhausen-Königshardt     | 123.700 |
| Oberhausen-Königshardt – Dreieck Bottrop      | 124.100 |
| Dreieck Bottrop – Gladbeck-Ellinghorst        | 105.900 |
| Gladbeck-Ellinghorst – Essen/Gladbeck         | 115.000 |
| Wunstorf-Luthe – Garbsen                      | 107.900 |
| Garbsen – Hannover-Herrenhausen               | 115.300 |
| Hannover-Herrenhausen – Dreieck Hannover-West | 107.600 |
| Hannover/Langenhagen – Hannover-Bothfeld      | 107.500 |
| Hannover-Bothfeld – Hannover-Lahe             | 106.500 |

## Besonderheiten

### Lärmschutz-Einhausung
Die gleichzeitig mit dem sechsstreifigen Ausbau der Autobahn (2001–2007) errichtete neue Einhausung in Gelsenkirchen-Erle (Bj. 2004, offiziell: Tunnel Gelsenkirchen-Erle) überdacht die Fahrbahn, die in diesem Bereich in einer Tieflage verläuft und von drei Straßen überquert wird, im Stadtbereich auf einer Länge von 320 Metern. Der Deckel ist begrünt und wird oberseitig als Park genutzt. Die auffälligen halbkreisförmigen, königsblauen Acrylglasschilder, die die beiden Tunnelportale abschirmen, sind weithin sichtbar.

### Neue Anschlussstelle
Die Anschlussstelle 10 (Recklinghausen-Ost) wurde erst in den 1990er Jahren gebaut und sollte ursprünglich als Recklinghausen-Suderwich bezeichnet werden.

### Anschlussstelle Lünen-Süd
Eine Besonderheit stellt die Anschlussstelle 14 dar, die ursprünglich nur als Zufahrt zur Mülldeponie in Dortmund-Lanstrop gebaut wurde. Die Müllwagen der EDG Entsorgung Dortmund fuhren die Deponie zu einem Großteil über die Autobahn an, verließen sie aber über innerstädtische Straßen. Nachdem sich die Stadt Dortmund, die die Ausfahrt nach Lanstrop gebaut hat, mit der Stadt Lünen auf den Bau einer Zufahrt auch auf der anderen Seite geeinigt hatte, starteten im Mai 2021 die Bauarbeiten für den Vollausbau. Die Baukosten stiegen von geplant sechs Millionen Euro auf 7,3 Millionen Euro. Im Zuge der Bauarbeiten wurde auch der Lärmschutz verbessert. Nach der Fertigstellung der nördlichen Auf- und Abfahrt am 30. Juni 2022 wurde der Vollanschluss in Lünen-Süd umbenannt.

### Älteste Spannbetonbrücke der Welt

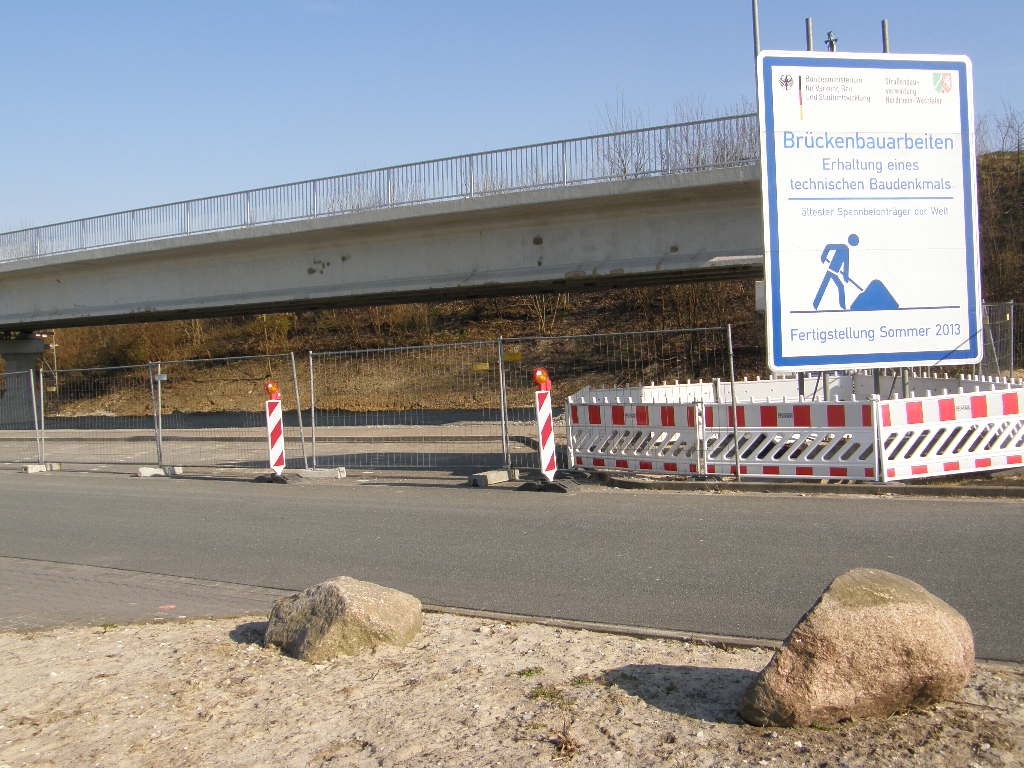
Spannbetonbrücke an der A 2

In Beckum-Vellern kurz vor der Ausfahrt Oelde überspannte die Überführung Weg Hesseler die A 2. Sie ist weltweit eine der ersten und somit ältesten Balkenbrücken aus Spannbeton mit sofortigem Verbund. Die denkmalgeschützte Brücke wurde im September 2012 demontiert und erhielt auf dem Parkplatz der Raststätte Vellern (Südseite, Fahrtrichtung Hannover) einen neuen Standort. Beckum ist ein Zentrum der Zementindustrie.

### Hindu-Tempel

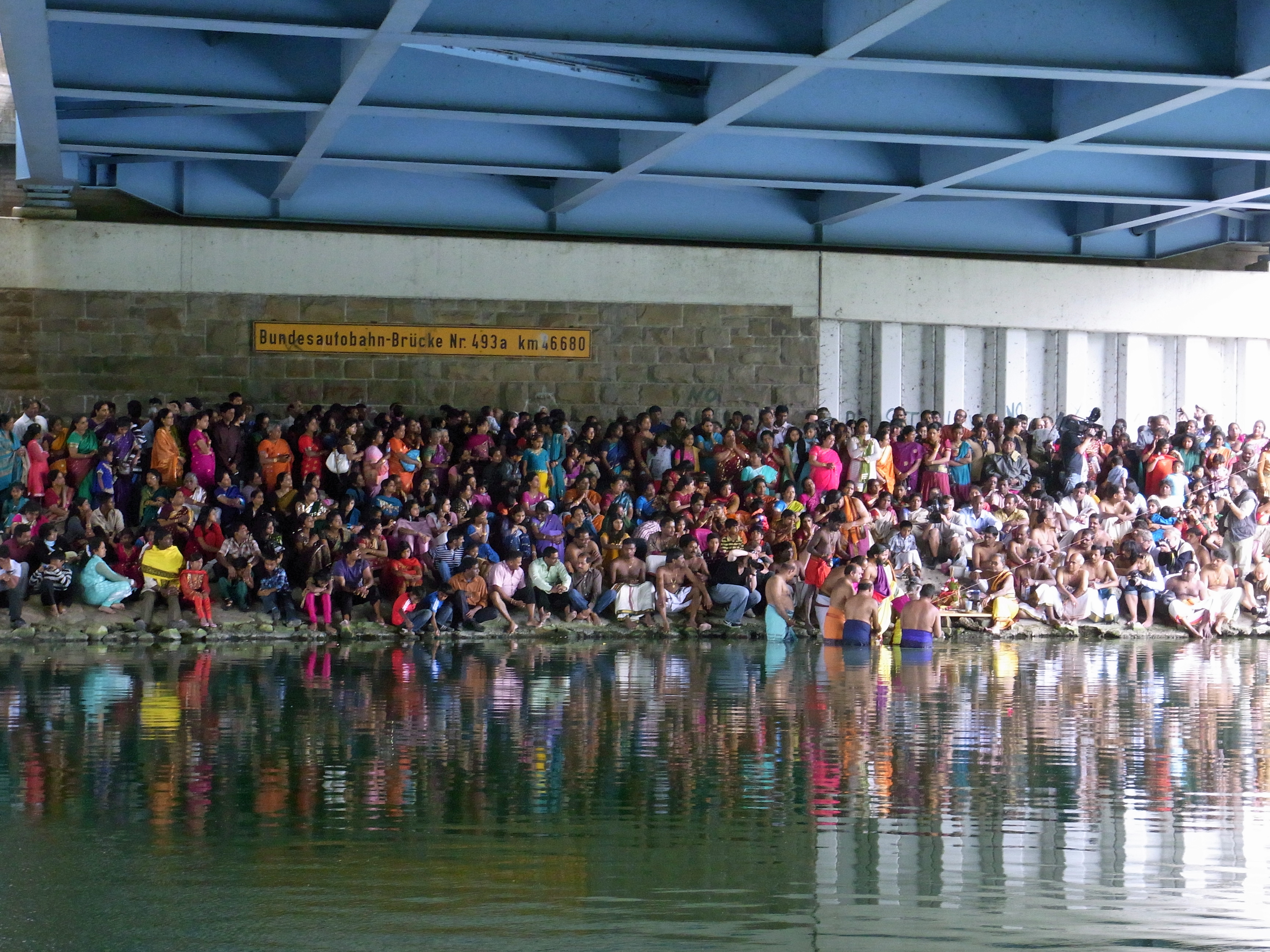
Religiöse Zeremonie der Gläubigen des nahegelegenen Sri-Kamadchi-Ampal-Tempels unter der Brücke über den Datteln-Hamm-Kanal

Die Gläubigen des nahegelegenen Sri-Kamadchi-Ampal-Tempels in Hamm begehen bei ihrem alljährlichen Tempelfest eine Prozession zum Datteln-Hamm-Kanal und praktizieren eine religiöse Zeremonie unter der Autobahnbrücke.

### Anschlussstellen im Raum Bielefeld
Im Raum Bielefeld wurden die Anschlussstellen mehrfach umbenannt. So hieß die heutige Anschlussstelle 26 „Bielefeld-Süd“ ursprünglich „Brackwede“ und die Anschlussstelle 27 „Bielefeld“. Nach Bau der Sennestadt Ende der 1950er/Anfang der 1960er Jahre bekam AS 26 den Namen „Brackwede/Sennestadt“, nach der Eingemeindung der beiden Städte nach Bielefeld im Jahr 1973 wurde daraus „Bielefeld-Sennestadt“, AS 27 hieß nun „Bielefeld-Zentrum“. Den heutigen Namen „Bielefeld-Süd“ trägt AS 26 seit der Inbetriebnahme des Teilstücks der A 33 zwischen dem Autobahnkreuz Bielefeld und der neuen Anschlussstelle 19 der A 33. Letztere hat den Namen „Bielefeld-Zentrum“ von der AS 27 der A 2 übernommen, die seitdem „Bielefeld-Ost“ heißt.

### Autobahnkirchen
Die Dorfkirche Exter im gleichnamigen Ortsteil der Stadt Vlotho wurde Pfingsten 1959 als erste evangelische Autobahnkirche Deutschlands eröffnet. Die romanische Dorfkirche der evangelischen Gemeinde St. Benedikt in Hohenwarsleben ist seit dem 21. September 2002 die erste Autobahnkirche in Sachsen-Anhalt. Eine weitere Autobahnkirche wurde am 29. November 2009 in Hamm auf dem Gelände der Raststätte Rhynern (Nordseite) eingeweiht. Die im Jahre 1947 erbaute und 2005 stillgelegte, unter Denkmalschutz stehende Tankstelle wurde durch den Kirchenkreis Hamm zur Autobahnkapelle umgebaut.

### Trassenbreite
Der mittlere Grünstreifen ist auf der BAB 2 seit dem sechsstreifigen Ausbau oft sehr breit angelegt, meist etwa vier bis fünf Meter. Auf einem kurzen Abschnitt an der Weserquerung mit dem Kreuz Bad Oeynhausen (Kreuzung mit der Bundesautobahn 30, geographische Lage) sind die beiden Richtungsfahrbahnen sogar getrennt trassiert, so dass der Grünstreifen hier einige Dutzend Meter breit und mit Bäumen bewachsen ist. Dieser Abschnitt war als einziger erst nach 1945 zweibahnig befahrbar, die später hinzugekommene Richtungsfahrbahn wurde abseits der bestehenden gebaut.

### Fahrbahnaufteilung bei Lehrte
Östlich der Anschlussstelle Lehrte wird in Fahrtrichtung Braunschweig die Richtungsfahrbahn Berlin auf zwei separate Fahrbahnen aufgeteilt und nutzt jeweils beide Überbauten der alten Reichsautobahnbrücken über die Bahnstrecke Lehrte–Celle sowie der Bundesstraße 443. Beim hier 1996 fertiggestellten Ausbau der Autobahn auf sechs Fahrstreifen konnte eine denkmalgeschützte Brücke in ihrer Breite nicht erweitert werden, weshalb man sich für die unkonventionelle Lösung entschied, für die Südbahn in Fahrtrichtung Berlin jeweils beide bestehenden Brückenhälften der ehemals vierspurigen Strecke für dieselbe Fahrtrichtung zu nutzen. Dabei haben die erhalten gebliebenen Brücken nördlich jetzt eine und die südliche zwei Fahrspuren, jeweils mit einem unterschiedlich breiten Standstreifen. Die Richtungsfahrbahn Hannover führt nördlich der alten Brücken über zwei jeweils direkt nebenan komplett neu erstellte Bauwerke für die drei Fahrspuren und den Standstreifen.

## Sonstiges

### Geschwindigkeitsüberwachung amBielefelder Berg
Am 11. Dezember 2008 wurde im Bereich der „Talbrücke Lämershagen“ am so genannten Bielefelder Berg (Traversierung des Höhenzugs Teutoburger Wald) zwischen den Anschlussstellen Bielefeld-Süd und Bielefeld-Ost eine Geschwindigkeitsüberwachungsanlage in Richtung Hannover in Betrieb genommen. Die Strecke verfügt bei kurvigem Gelände über ein Gefälle von maximal 4,0129 %. Im Zeitraum bis August 2011 wurden rund 550.000 Autofahrer mit überhöhter Geschwindigkeit festgestellt. Die Anlage an der A 2 brachte rund 16 Millionen Euro in die Kasse der Stadt Bielefeld. Dabei kann die Kommune nur jeden zweiten Raser belangen. Viele kommen aus osteuropäischen Ländern, in denen die Geldbußen mangels eines Abkommens nicht einzutreiben sind. Die Anlage gilt als der in Deutschland mit Abstand aktivste Blitzer.
Zwischenzeitlich wurde die Geschwindigkeitsbeschränkung auf 100 km/h vom VG Minden (Az.: 2 K 867/15) auf ihre Rechtmäßigkeit hin geprüft. Die Klage vertrat derselbe Anwalt, der die Geschwindigkeitsbegrenzung auf der Fleher Brücke kippte, woraufhin das AG Düsseldorf über 500 Bußgeldverfahren einstellte. Die Klage scheiterte jedoch.

### Blitzerstreit
Im Jahr 2011 errichteten auch die Landkreise Peine und Helmstedt stationäre Geschwindigkeitsüberwachungsanlagen an ihren Abschnitten der A 2. Schnell kam der Vorwurf auf, den Landkreisen gehe es nicht um Verkehrssicherheit, sondern um Bußgeldeinnahmen. In der Folge entbrannte ein auch überregional beachteter Streit zwischen den Landkreisen als Aufsteller der Anlagen und dem für die Verkehrssicherheit zuständigen Verkehrsminister des Landes Niedersachsen, Jörg Bode, in dessen Folge das Ministerium jeweils 500 m und 100 m vor den Anlagen Hinweisschilder aufstellen ließ. Dem Landkreis Schaumburg verweigerte das niedersächsische Verkehrsministerium im November 2011 die Betriebsgenehmigung für zwei bei Bad Eilsen und Rehren geplante Anlagen.
Alle diese Standorte der Geschwindigkeitsüberwachungsanlagen befinden sich in Autobahnabschnitten, die mit einer Verkehrsbeeinflussungsanlage ausgestattet sind, wobei zu vielen Zeiten gar keine Geschwindigkeitsbegrenzung zu beachten ist.

### Autobahngold
Immer wieder geraten die Parkplätze an der A 2 wegen Trickbetrügereien mit angeblichem Gold (sog. Autobahngold) in die Schlagzeilen.

### Schneechaos im Februar 2021
Wegen extremer Schneefälle saßen auf der Autobahn 2 bei Bielefeld in der Nacht vom 8. auf den 9. Februar 2021 hunderte Menschen bei −10 Grad bis zu 16 Stunden in ihren Fahrzeugen fest. Die Autobahn musste in beiden Fahrtrichtungen gesperrt werden, und es bildete sich ein Stau von ungefähr 70 Kilometern rund um Bielefeld. Auch an anderen Stellen der A 2 kam es im Februar immer wieder zu schneebedingten Sperrungen, so dass Fahrer in ihren Fahrzeugen übernachten mussten.